# New York
New York, oficiálně City of New York, v běžném užívání i New York City (zkratkou NYC), je nejlidnatější město Spojených států amerických. Žije zde přibližně 8,80 milionu obyvatel. Nachází se v jižním výběžku státu New York, při ústí řeky Hudson do Atlantského oceánu a je geografickým i demografickým centrem megalopole BosWash. Je centrem metropolitní oblasti, která zasahuje i do sousedních států New Jersey a Connecticut (tzv. tri-state area) a která se svými 20 miliony obyvatel patří mezi nejlidnatější na světě.
Město bylo založeno Nizozemci v roce 1625 jako Nový Amsterdam, do rukou Angličanů se dostalo roku 1664. V letech 1785–1790 byl New York hlavním městem Spojených států a od roku 1790 je největším městem USA. Roku 1898 byl sloučen do dnešní podoby a rozdělen na pět rozlehlých městských obvodů. Nejlidnatější Brooklyn a nejrozlehlejší Queens tvoří západní část ostrova Long Island, nejhustěji osídlený Manhattan a nejzelenější Staten Island jsou samostatnými ostrovy a nejsevernější Bronx leží na výběžku pevniny, který je od Manhattanu oddělen průlivem Harlem River.
V současnosti je jedním ze světových center obchodu a finančnictví, a to zejména díky čtvrti Financial District kde se nacházejí dvě největší světové burzy (Newyorská burza, NASDAQ). New York má také celosvětový vliv v oblasti médií, politiky, vzdělání, zábavy, umění a reklamy. Je nejvýznamnějším dopravním uzlem amerického kontinentu a díky bohaté historii i oblíbenou turistickou destinací. Roku 2014 se umístil na první příčce prestižního žebříčku nejvlivnějších módních metropolí světa a může oficiálně používat označení „Hlavní město módy“. New York je také ohniskem mezinárodních vztahů a diplomacie, neboť se zde nachází sídlo Organizace spojených národů.
Newyorská metropolitní oblast je etnicky i národnostně nejpestřejší oblast světa, kde žádná národnost nepřevládá a kde se mluví více než 800 různými jazyky. Značné jsou i sociální rozdíly mezi obyvateli, přestože se město může chlubit nejvyšší koncentrací milionářů i miliardářů ze všech světových metropolí. Manhattanská Pátá Avenue je nejdražší nákupní třídou světa.
New Yorku se díky celodennímu ruchu někdy přezdívá „Město, které nikdy nespí“ (The City That Never Sleeps) nebo také „Velké jablko“ (Big Apple).

## Historie

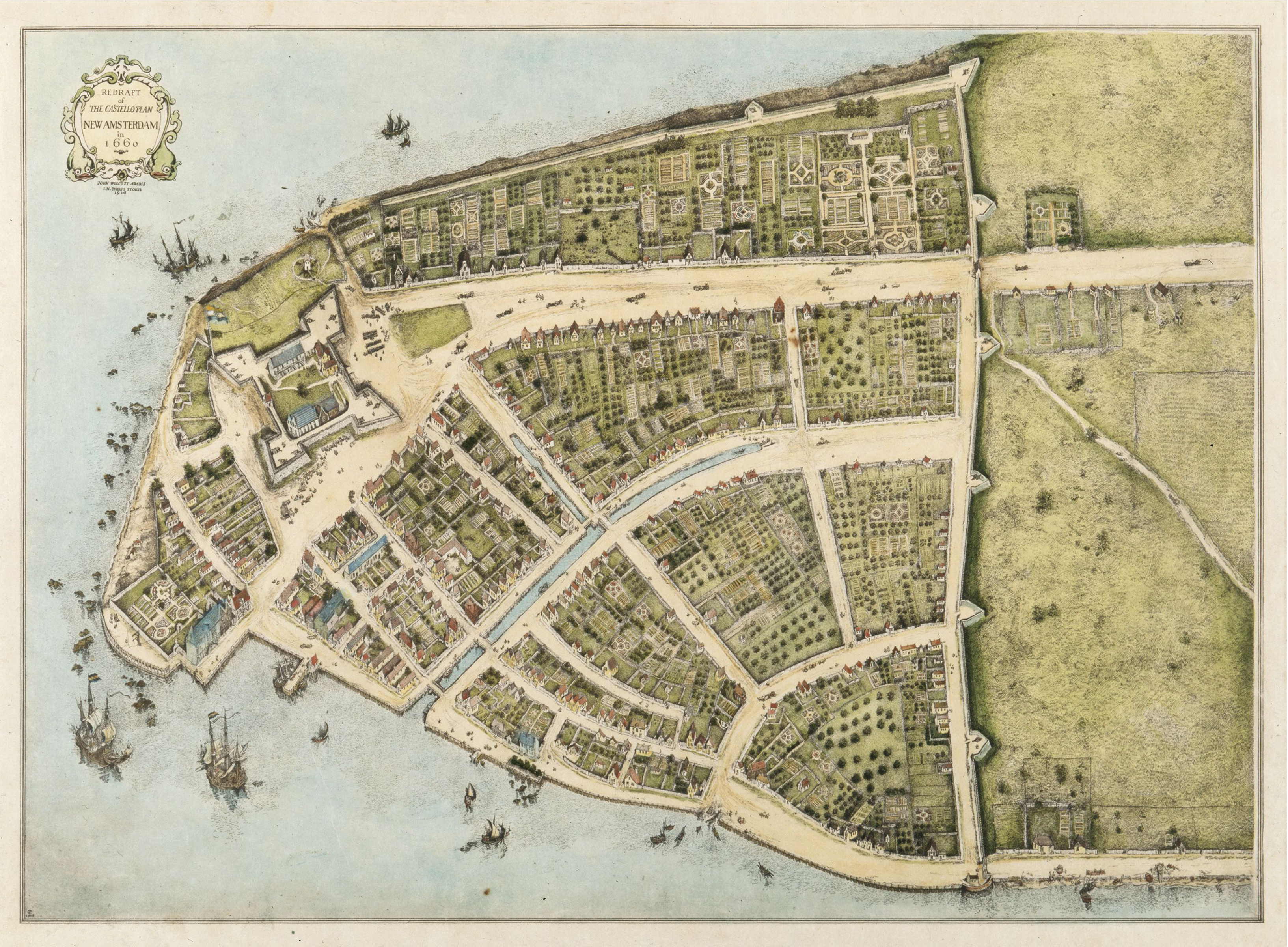
Dolní Manhattan v roce 1660 (severní strana je vpravo)

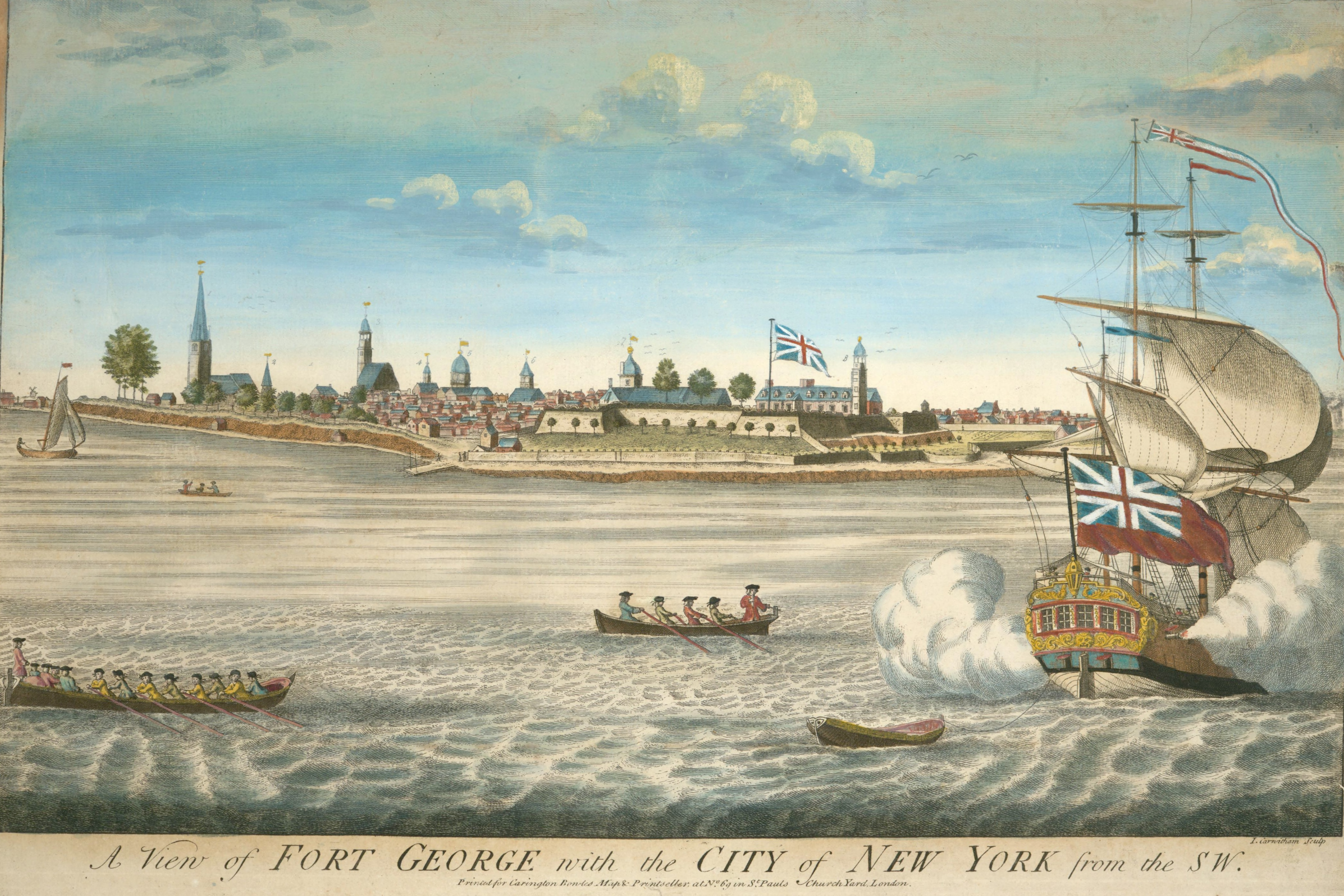
New York v roce 1731

Oblast byla v době objevu Evropany v roce 1524 obydlena asi 5000 indiány z kmene Lenapů. Objevitelem oblasti byl Giovanni da Verrazzano, italský cestovatel ve službách francouzské koruny, který místo nazval Nové Angoulême (Nouvelle Angoulême). První evropskou osadu pod názvem Nový Amsterdam (Nieuw Amsterdam) založili Nizozemci na jižním cípu Manhattanu v roce 1614 za účelem obchodu s kožešinami. Vůdce nizozemských kolonií Peter Minuit koupil Manhattan od kmene Lenape v roce 1626 za zásoby (nástroje, oblečení, atd.) s předpokládanou hodnotou 24 amerických dolarů (~60 guldenů, tehdejších, dnes by mělo zboží vyšší hodnotu).  V roce 1664 dobyli město Angličané a přejmenovali je na New York na počest pozdějšího krále Jakuba II., tehdy vévody z Yorku a Albany. Na konci druhé anglo-nizozemské války získali Nizozemci kontrolu nad indonéským ostrovem Run, který byl v té době pro ně mnohem významnější, a Angličané si výměnou mohli ponechat kontrolu nad New Yorkem. Do roku 1700 klesla populace kmene Lenape na 200 osob.
Význam New Yorku jako přístavu pod britskou vládou rostl. V roce 1754 byla chartou vydanou Jiřím II. založena na dolním Manhattanu Columbijská univerzita, v té době pod jménem Kings's College. Během Americké války za nezávislost se ve městě odehrála série bitev známých pod názvem Newyorská kampaň. V roce 1789 se v New Yorku sešel Kongres a první prezident George Washington byl inaugurován v budově Federal Hall na Wall Street. V roce 1790 předstihl New York Filadelfii jako největší město Spojených států.

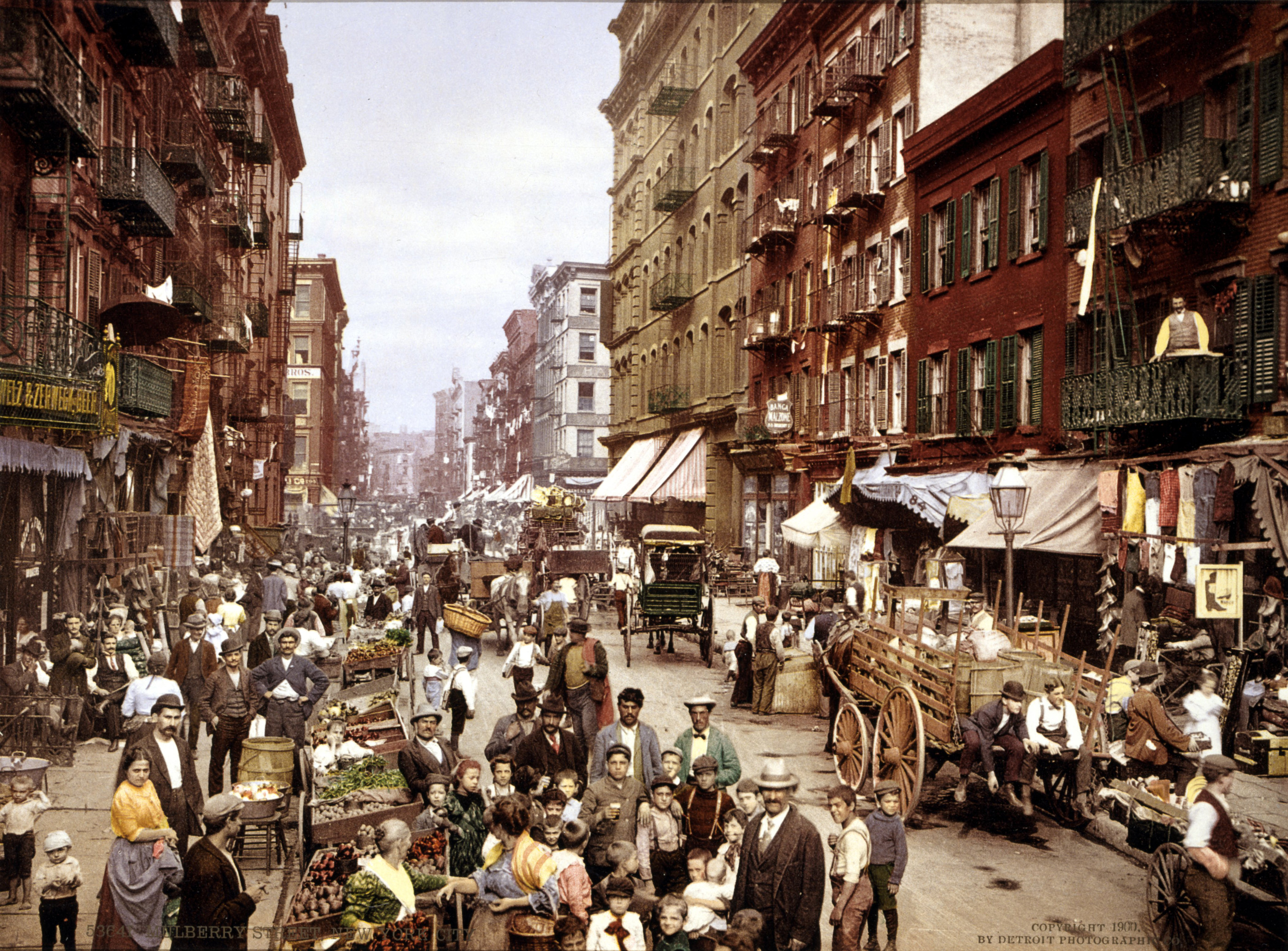
Mulberry Street, cca 1900

19. století pro město znamenalo příliv imigrantů a stálý rozvoj. Vizionářský plán rozvoje z roku 1811 navrhoval rozšířit síť ulic po celém Manhattanu. V roce 1819 byl otevřen Erijský kanál, který propojil newyorský přístav se zemědělskými oblastmi na severu země. Místní politiku ovládla Tammany Hall, politické uskupení uvnitř Demokratické strany kontrolované irskými imigranty. Někteří členové obchodnické aristokracie prosazovali zřízení Centrálního parku, který nakonec vznikl v roce 1857. Na Manhattanu i v Brooklynu žila výrazná svobodná černá menšina. Otroctví v New Yorku existovalo do roku 1827, ale během 30. let se z New Yorku stalo jedno z center abolicionismu.
Hněv nad odvody do občanské války (1861–1865) vedl roku 1863 k sérii nepokojů, jež byla jedním z nejvýraznějších případů občanské neposlušnosti v historii USA. V roce 1897 byla zformována moderní podoba New Yorku spojením Brooklynu (tehdy samostatného města), okresu New York (které tehdy obsahovalo části Bronxu), okresu Richmond a západní části okresu Queens. K propojení města přispělo otevření metra v roce 1904.
Během první poloviny 20. století se město stalo světovým centrem průmyslu a obchodu. Bylo však postiženo několika tragédiemi. Roku 1904 shořel v úžině East River parník General Slocum, což si vyžádalo 1021 obětí. V roce 1911 vypukl požár firmy Triangle Shirtwaist Factory, kterému podlehlo 146 lidí, především šiček. Tato tragédie vedla k růstu odborů International Ladies' Garment Workers' Union a ke zvýšení bezpečnosti v továrnách.

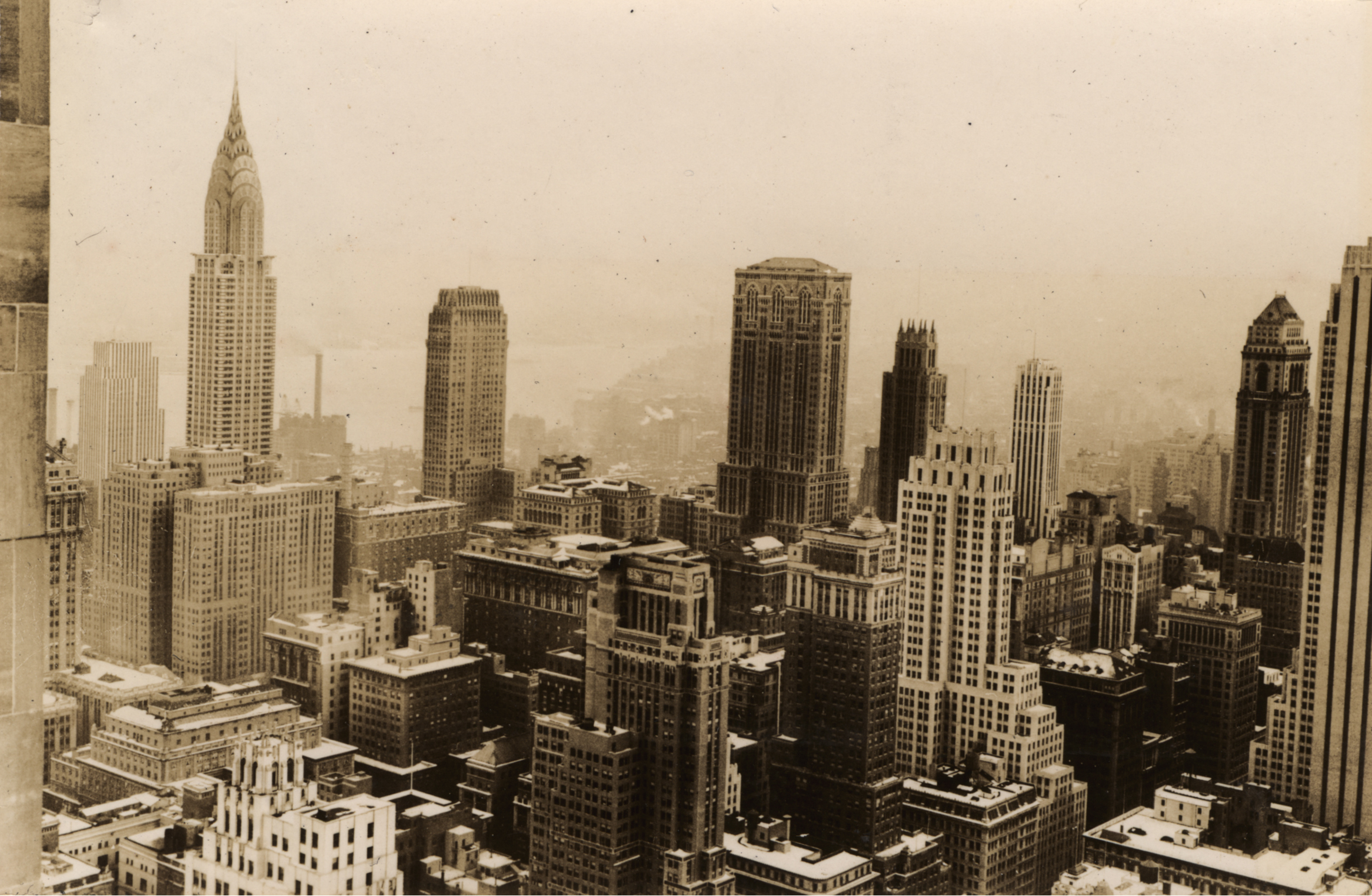
Střední Manhattan, 1932. Pohled z Rockefellerova centra.

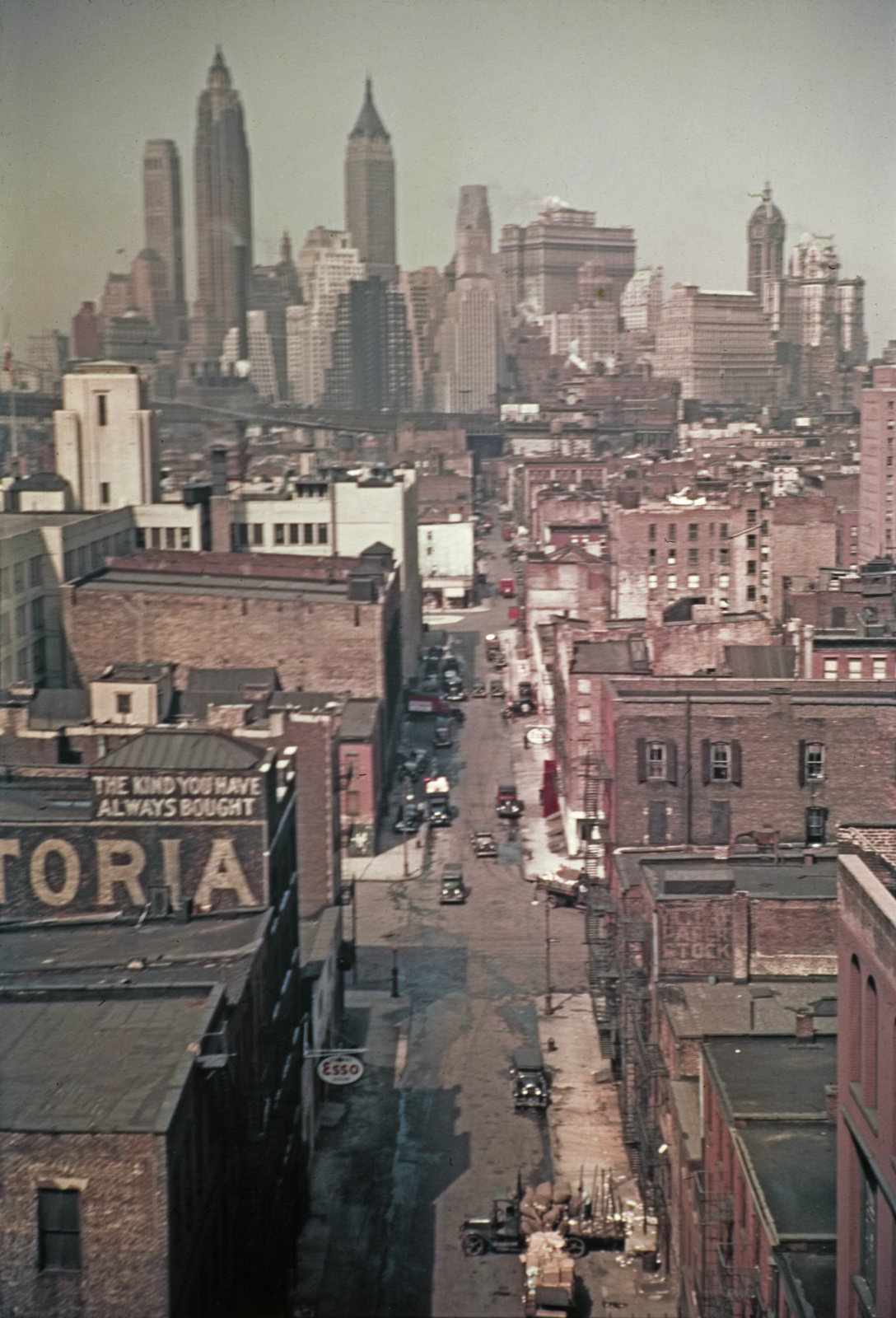
New York v roce 1938, fotografováno barevným negativem Agfacolor.

Ve 20. letech byl New York jedním z hlavních cílů stěhování černošského obyvatelstva z jižních unijních států během takzvané Velké migrace. V roce 1916 se New York stal domovem největší černošské komunity v Severní Americe. Černošský umělecký směr zvaný „harlemská renesance“ kvetl v éře prohibice a obrovského ekonomického růstu, který se projevoval výstavbou pro New York charakteristických mrakodrapů. New York se v roce 1948 stal nejlidnatějším městem světa, když předstihl Londýn, který se na prvním místě držel déle než sto let. Během velké hospodářské krize byl roku 1934 starostou zvolen reformátor Fiorello H. La Guardia, čímž byla ukončena osmdesátiletá nadvláda Tammany Hall.
Veteráni druhé světové války a imigranti z Evropy se podíleli na poválečném rozvoji města, který symbolizovaly například řady domů v jižním Queensu. New York získal po válce pozici globální metropole s Wall Streetem jako ekonomickým centrem světa, sídlem OSN jako centrem světové diplomacie a díky rozvoji abstraktního expresionismu se z New Yorku stalo i hlavní město světové kultury. V 60. letech postihly město ekonomické problémy, rasové napětí a růst kriminality, které dosáhly vrcholu v 70. letech.
V letech 1976–1977 terorizoval město střelbou David Berkowitz; zabil 6 lidí a 7 zranil (později byl zatčen a odsouzen na doživotí).

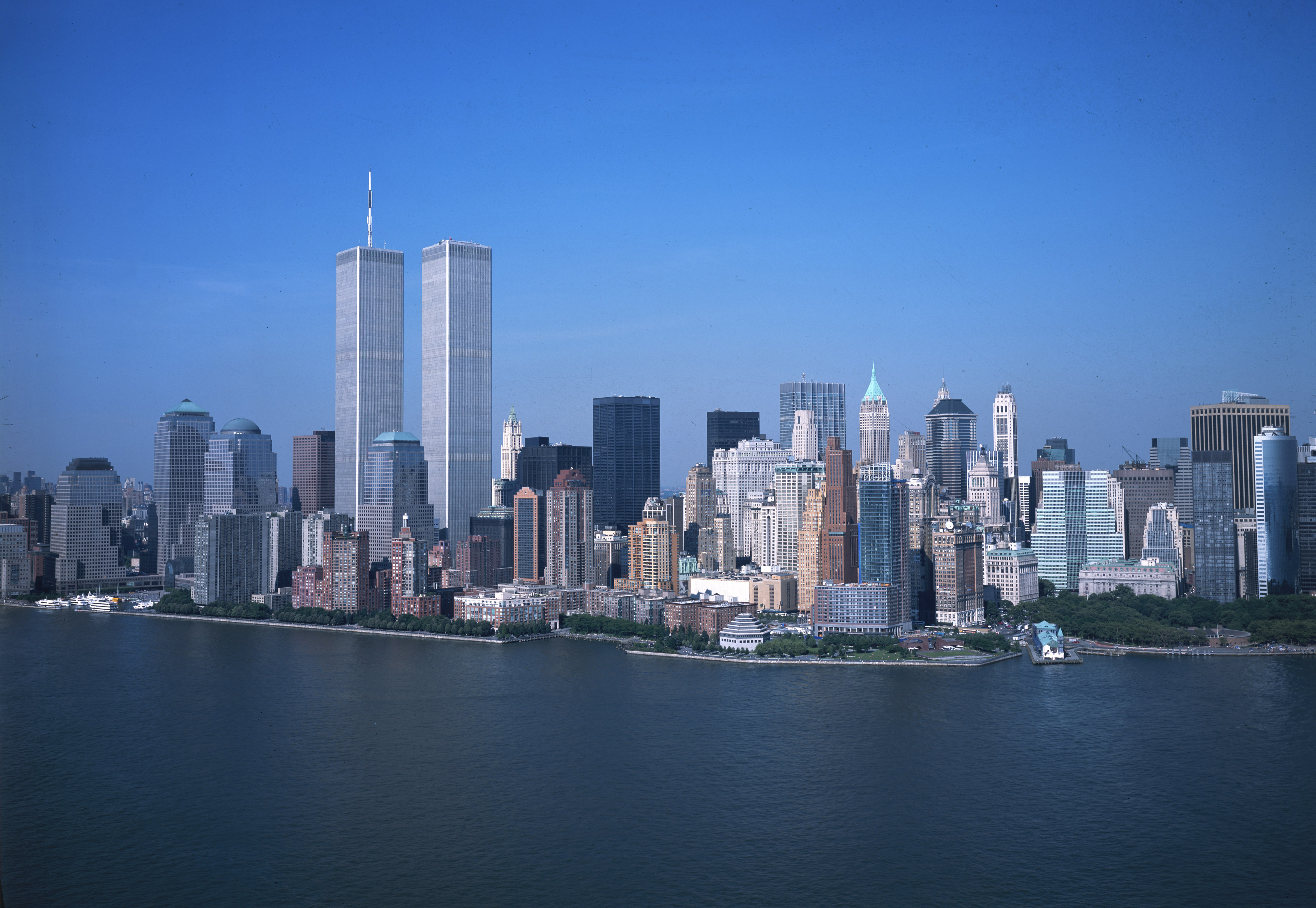
Pohled na dolní Manhattan před útoky z 11. září 2001. Dvojčata byla hlavní součástí Světového obchodního centra

Vzkříšení finančního sektoru v 80. letech pomohlo zlepšit městský rozpočet. V 90. letech došlo k uklidnění rasového napětí, k dramatickému snížení kriminality a k masovému přílivu imigrantů z Asie a Latinské Ameriky. Ekonomiku města začaly ovlivňovat nové obory, například informační technologie, a v roce 2000 dosáhl New York dle sčítání lidu největšího počtu obyvatel v historii.
Město bylo hlavním cílem teroristických útoků z 11. září 2001, když zde při zničení Světového obchodního centra zahynulo téměř 3000 lidí. V roce 2013 byl na místě útoků dokončen mrakodrap One World Trade Center.
Mnoho místních památek je známo po celém světě. Socha Svobody zdravila miliony imigrantů, kteří připlouvali do Spojených států na přelomu 19. a 20. století. Wall Street, sídlo burzy na dolním Manhattanu, je od druhé světové války nejvýznamnějším světovým finančním centrem. Pro město jsou charakteristické mrakodrapy patřící stále mezi nejvyšší nejen ve Spojených státech, ale na celém světě, například Empire State Building, Chrysler Building a do roku 2001 tzv. dvojčata ve Světovém obchodním centru.

## Obyvatelstvo a jeho složení
New York je nejlidnatějším městem Spojených států s odhadovaným počtem 8 336 817 obyvatel (k roku 2019).[zdroj⁠?!] Obyvatelé města tak tvoří asi 40 % obyvatel státu New York a přibližně stejný podíl obyvatel newyorské metropolitní oblasti. V poslední dekádě počet obyvatel rostl a odhaduje se, že v roce 2030 dosáhne 9,2 až 9,5 milionu obyvatel.
Dvěma základními demografickými charakteristikami jsou hustota zalidnění a kulturní diverzita. S hustotou zalidnění dosahující 10 194 obyv./km2 je New York nejhustěji zalidněným městem Spojených států s počtem obyvatel nad 100 000. Hustota zalidnění na Manhattanu dosahuje 66 940 obyv./km2, což je nejvíce ze všech amerických counties.
S více než 8,2 miliony obyvateli, žijícími na ploše 1 214,4 km² je New York zároveň nejhustěji zalidněným městem Spojených států.
New York je kulturně a etnicky velmi rozmanitý. Historicky byl místem vstupu imigrantů na americkou půdu poté, co prošli kontrolou přistěhovalců na Ellis Island. Pojem melting pot byl poprvé použit pro označení imigranty obývaných čtvrtí na Lower East Side. V současné době je 35 % Newyorčanů evropského, 23 % afroamerického, 28 % latinskoamerického a 10 % asijského původu. Asi 37 % obyvatel se narodila mimo hranice Spojených států, pouze třetina obyvatel New Yorku se zde i narodila. V roce 2008 se 16 300 lidí označilo za původní Američany.
V New Yorku neexistuje žádná dominantní imigrantská kultura. Největší počet současných imigrantů do New Yorku pochází z těchto deseti zemí: Dominikánská republika, Čína, Guyana, Mexiko, Ekvádor, Haiti, Trinidad a Tobago, Kolumbie a Rusko. Ve městě se mluví asi 170 jazyky.
Místní obyvatelé se hlásí k více než 100 různým náboženským vyznáním, kolem 40 % Newyorčanů je katolického vyznání, zhruba 30 % evangelického a 3,5 % muslimského. Navštívit můžeme asi 6 000 kostelů, chrámů a synagog.
Newyorská metropolitní oblast je také domovem početné židovské komunity, největší mimo Izrael. V žádném městě světa nežije tolik Židů jako v New Yorku. Ke komunitě patří kolem 12 % obyvatel New Yorku, včetně lidí s židovskými předky. V New Yorku žije také asi jedna čtvrtina Američanů indického původu a největší černošská komunita ve Spojených státech.
Dle údajů z roku 2005 existuje ve městě pět velkých etnických skupin, které tvoří Portorikánci, Italové, Karibové, Dominikánci a Číňané. Newyorská portorikánská komunita je největší mimo Portoriko. Italové přicházeli do města ve velkém počtu hlavně na začátku dvacátého století. Výraznou a šestou nejpočetnější komunitu tvoří Irové.
V roce 2005 se v New Yorku mluvilo přibližně 170 jazyky a 36 % obyvatel se narodilo mimo Spojené státy.
V New Yorku existuje silná disproporce mezi příjmy. Zatímco nejchudších pět procent obyvatel Manhattanu mělo v roce 2005 příjem 7 047 dolarů, příjem nejbohatších pěti procent byl 52 krát vyšší, tj. 365 826 dolarů. Velké rozdíly jsou i v jednotlivých částech Manhattanu. V uvedeném roce 2005 byl mediánový příjem obyvatel sídlících v šesti blocích mezi ulicemi 5th Avenue, East 56th Street, Park Avenue a East 59th Street 188 697 dolarů. Na druhou stranu v části East Harlemu nacházející se východně od 1st Avenue a severně od East 119th Street, kde je obyvatelstvo tvořeno převážně chudými černochy a Hispánci, a 10 procent místních se narodilo mimo Spojené státy, dosahuje mediánový příjem pouze 9 320 dolarů. Zatímco příjmy vysoce příjmových skupin rostou, příjmy středně a nízce příjmových skupin stagnují. V roce 2006 byl průměrný týdenní příjem na Manhattanu 1 453 USD, což byl největší a také nejrychleji rostoucí příjem ve všech velkých counties ve Spojených státech. Na Manhattanu probíhá také baby boom, od roku 2000 vzrostl počet dětí do pěti let věku o 32 %.
V New Yorku žije v bytech v osobním vlastnictví asi 33 % obyvatel, což není ani polovina amerického průměru, který dosahuje 69 %. Volných bytů jsou asi 3 až 4,5 %, což je výrazně pod pětiprocentní hranicí, na základě které může být nájemné regulováno. Regulované nájemné se uplatňuje u 33 % bytů. V New Yorku je obecně velmi problematické nalézt bydlení za akceptovatelnou cenu.
| Rasové složení            | 2022   | 2020   | 2010   | 1990   | 1970   | 1940   |
| ------------------------- | ------ | ------ | ------ | ------ | ------ | ------ |
| Běloši                    | 37,5 % | 41,3 % | 44,0 % | 52,3 % | 76,6 % | 93,6 % |
| —Nehispánští běloši       | 31,2 % | 30,9 % | 33,3 % | 43,2 % | 62,9 % | 92,0 % |
| Černoši                   | 21 %   | 20,2 % | 25,5 % | 28,7 % | 21,1 % | 6,1 %  |
| Hispánci (jakékoliv rasy) | 29 %   | 28,3 % | 28,6 % | 24,4 % | 16,2 % | 1,6 %  |
| Asiaté                    | 14,4 % | 15,6 % | 12,7 % | 7,0 %  | 1,2 %  | −      |

## Geografie
New York se nachází na severovýchodě Spojených států, na jihovýchodě státu New York, přibližně na půli cesty mezi Washingtonem D. C. a Bostonem. Město se rozvinulo v členitém ústí řeky Hudson do Atlantského oceánu, na množství ostrovů oddělených úzkými průlivy a přilehlé pevnině. Většina zástavby města se nachází na ostrovech Manhattan, Staten Island a Long Island, vlivem čehož je rozsah dostupné půdy omezen a je tendence maximálně zahušťovat zástavbu a stavět do výšky.
Řeka Hudson protéká údolím Hudson Valley do newyorského zálivu (New York Bay). Mezi New Yorkem a městem Troy (asi 240 km hluboko ve vnitrozemí) má řeka charakter estuáru. Řeka Hudson v prostoru města New Yorku tvoří hranici mezi státy New York a New Jersey. 
East River (česky Východní řeka) je ve skutečnosti přílivová úžina (tidal strait), která prochází od Long Island Sound a odděluje Bronx a Manhattan od Long Islandu. Harlem River, což je rovněž přílivová úžina, která však řeku připomíná více, spojuje estuár Hudsonu a East River, a odděluje ostrov Manhattan od kontinentu (Bronx).
Pevnina byla neustále upravována lidskou činností, nejvýrazněji pak vysušováním pobřeží již od dob nizozemské kolonizace. Velmi intenzívně se to děje na dolním Manhattanu. Zde vzniklo v 70. a 80. letech 20. století Battery Park City, a to navezením hlíny a kamení ze stavby Světového obchodního centra. Především na Manhattanu byly lidskou činností zarovnány mnohé přírodně vzniklé nerovnosti.
Rozloha New Yorku je 1214,4 km2, přičemž pevnina má rozlohu 789,5 km2 a vodní plochy rozlohu 428,8 km2. Nejvyšším bodem města je Todt Hill na ostrově Staten Island, který dosahuje do výše 124,9 metrů n. m. Vrchol je pokryt lesy, které jsou součástí tamějšího Staten Island Greenbelt. Manhattan dosahuje největší výšky na severním konci (Inwood Hill, 70 m).

## Městské části
New York je tvořen pěti základními městskými částmi, které se kryjí s administrativní úrovní county. New York je dále složen z desítek až stovek čtvrtí, které mají mnohdy svou specifickou atmosféru a historii. Kdyby městské části byly samostatnými městy, čtyři z nich (Brooklyn, The Bronx, Manhattan a Queens) by patřily mezi deset nejlidnatějších měst Spojených států.

Pět newyorských městských částí: Manhattan, Brooklyn, Queens, The Bronx, Staten Island

- The Bronx (Bronx County: 1 373 659 obyvatel)[49] je nejsevernějším newyorským obvodem. Nachází se zde Yankee Stadium, domovský stadion týmu New York Yankees, nebo největší družstevně vlastněný obytný komplex ve Spojených státech, Co-op City.[50] Kromě malé části Manhattanu známé jako Marble Hill je Bronx jedinou částí New Yorku, která se nachází na americké pevnině. V Bronxu sídlí Bronx Zoo, největší metropolitní zoo ve Spojených státech s rozlohou 107,2 ha a s více než 6 000 zvířaty.[51] Bronx je místem vzniku rapu a hip-hopové kultury.

- Brooklyn (Kings County: 2 528 050 obyvatel)[49] je nejlidnatější městská část v New Yorku. Prostírá se na západním konci Long Islandu. Do roku 1898 byl Brooklyn samostatným městem. V současnosti je pro něj charakteristická velká kulturní, sociální a etnická diverzita, nezávislá umělecká scéna, mnoho specifických čtvrtí a unikátní architektonické dědictví. Je to také jediná městská část s výjimkou Manhattanu, která má své obchodní centrum. K Brooklynu náleží dlouhá pláž a Coney Island založený v 70. letech 19. století jako jedna z prvních rekreačních oblastí ve Spojených státech.[52]

- Manhattan (New York County: 1 620 867 obyvatel)[49] územně nejmenší, ale nejhustěji osídlená městská část Spojených států. 72 033 obyvateli na km² (2015) předčí i hustotu obydlení každého amerického města. Nachází se zde většina mrakodrapů a také Central Park. Manhattan je kulturním a finančním centrem nejen města, ale i celého světa. Sídlí zde mnoho významných společností a také New York Stock Exchange. Na Manhattanu se nachází také sídlo OSN, několik univerzit, galerií, muzeí, divadla na Broadwayi, Greenwich Village a Madison Square Garden. Celý ostrov pokrývá systém ulic ve tvaru mřížky (grid) zavedený roku 1811. Tvoří ho síť dvanácti ulic (Avenues) probíhajících ze severu na jih a na ně kolmých ulic (Streets) očíslovaných od 1. až do 220. Manhattan se neoficiálně dělí na dolní, střední a horní část. Horní Manhattan je pak dělen Central Parkem na Upper East Side a Upper West Side. Nad parkem se rozkládá Harlem.

- Queens (Queens County: 2 270 338 obyvatel)[49] je nejrozlehlejší a etnicky nejdiverzifikovanější okres ve Spojených státech[53] a díky rostoucí populaci by se mohl stát nejlidnatější newyorskou městskou částí. Leží na Long Islandu mezi Brooklynem a předměstským okresem Nassau. Původně se zde nalézalo několik malých měst a vesnic založených Nizozemci, dnes zde žije především střední třída. Jde o jediný velký okres ve Spojených státech, kde medián příjmů černochů dosahuje 52 000 USD za rok, což je více než u bělochů.[54] Nachází se zde Shea Stadium, domovský stadion New York Mets a každoročně se zde koná U.S. Open. V Queensu se nacházejí také dvě největší newyorská letiště: Kennedyho a LaGuardiovo.

- Staten Island (Richmond County: 481 613 obyvatel)[49] má nejvýrazněji předměstský charakter a také zdaleka nejnižší lidnatost ze všech městských částí. Pevné spojení se zbytkem New Yorku má pouze mostem Verrazano-Narrows Bridge do Brooklynu, další tři mosty odsud vedou do státu New Jersey. S Manhattanem ho spojuje lodní linka Staten Island Ferry, což je současně i jedna z nejpopulárnějších atrakcí ve městě, neboť nabízí skvělý výhled na Sochu svobody, Ellis Island a dolní Manhattan. Na Staten Islandu se nacházejí parky o rozloze 25 km² s 56 km turistických stezek a jeden z posledních nedotčených lesů ve městě, které jsou od roku 1984 začleněny do systému ochrany přírody.

## Podnebí
Ačkoliv se město nalézá na pobřeží, je pro New York typické vlhké klima (Köppenova klasifikace podnebí – Dfa). Zimy jsou v New Yorku studené, ale díky umístění na pobřeží jsou zdejší teploty mírně vyšší než ve vnitrozemí. Každý rok zde napadne 63,5 až 88,9 cm sněhu. Období mezi posledním mrazivým dnem a prvním mrazivým dnem další zimy trvá v průměru 199 dní. Jara a podzimy jsou v New Yorku různorodá, od sněžných a studených, přes horké a suché až po chladné a deštivé. Léta jsou horká a suchá. Každé léto je v průměru v 18 až 25 dnech dosažena teplota 32 °C. Průměrně 234 dní v roce je v New Yorku slunečných. Ačkoliv pro město nejsou typické hurikány, mohou jej výjimečně zasáhnout, což se stalo například v letech 1821 a 2012 (hurikán Sandy), kdy byl zaplaven dolní Manhattan, nebo 1938, kdy byla poničena východní část města. Dlouhodobý vliv na podnebí má Atlantická multidekadická oscilace (Atlantic Multidecadal Oscillation), což je sedmdesátiletý cyklus oteplování a ochlazování, který má vliv například na frekvenci a sílu pobřežních bouří.
| New York – podnebí          | New York – podnebí | New York – podnebí | New York – podnebí | New York – podnebí | New York – podnebí | New York – podnebí | New York – podnebí | New York – podnebí | New York – podnebí | New York – podnebí | New York – podnebí | New York – podnebí | New York – podnebí |
| Období                      | leden              | únor               | březen             | duben              | květen             | červen             | červenec           | srpen              | září               | říjen              | listopad           | prosinec           | rok                |
| --------------------------- | ------------------ | ------------------ | ------------------ | ------------------ | ------------------ | ------------------ | ------------------ | ------------------ | ------------------ | ------------------ | ------------------ | ------------------ | ------------------ |
| Nejvyšší teplota [°C]       | 21                 | 22                 | 27                 | 31                 | 36                 | 38                 | 39                 | 38                 | 37                 | 29                 | 27                 | 21                 | 39                 |
| Průměrné denní maximum [°C] | 2                  | 4                  | 9                  | 14                 | 20                 | 25                 | 28                 | 27                 | 23                 | 17                 | 11                 | 6                  | 16                 |
| Průměrné denní minimum [°C] | −5                 | −4                 | 0                  | 6                  | 12                 | 17                 | 20                 | 19                 | 14                 | 8                  | 3                  | −2                 | 7                  |
| Nejnižší teplota [°C]       | −20                | −19                | −15                | −8                 | 1                  | 7                  | 9                  | 8                  | 3                  | −3                 | −10                | −18                | −20                |
| Průměrné srážky [mm]        | 93,7               | 74,7               | 103,6              | 103,1              | 113,8              | 87,6               | 105,9              | 102,9              | 102,9              | 88,9               | 101,6              | 98,0               | 1 176,7            |
| Zdroj:                      |                    |                    |                    |                    |                    |                    |                    |                    |                    |                    |                    |                    |                    |

## Životní prostředí

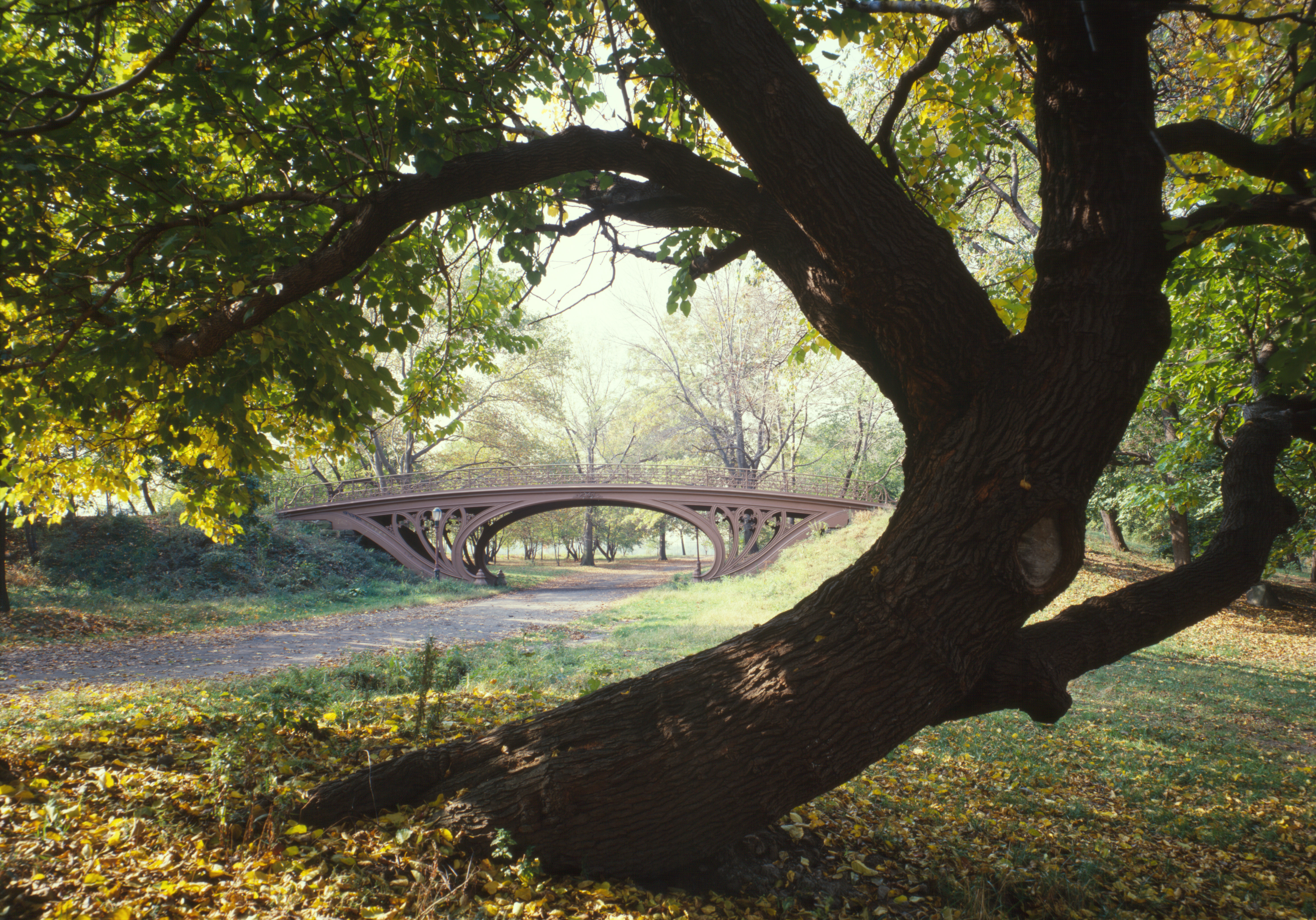
Část Central Parku

Hromadná doprava je v New Yorku využívána nejvíce v celých Spojených státech. Spotřeba benzínu je na úrovni, na jaké byl celostátní průměr ve 20. letech . Díky používání hromadné dopravy bylo v roce 2006 v New Yorku ušetřeno 7 miliard litrů benzínu, což je polovina benzínu ušetřeného díky používání hromadné dopravy v celých Spojených státech. Díky vysokému zalidnění, nízkému využívání automobilů a vysokému využívání hromadné dopravy je New York jedním z energeticky nejefektivnějších měst ve Spojených státech. Průměrné emise skleníkových plynů v přepočtu na jednoho obyvatele města dosahují 7,1 tuny v porovnání s celostátním průměrem 24,5 tuny. V New Yorku je vyprodukováno pouze jedno procento skleníkových plynů vyprodukovaných v celých Spojených státech, ačkoliv zde žije 2,7 % obyvatel Spojených států. Průměrný obyvatel New Yorku spotřebuje jen polovinu elektrické energie v porovnání s průměrným obyvatelem San Francisca a čtvrtinu v porovnání s průměrným obyvatelem Dallasu.
Vedení města se v posledních letech zaměřilo na snižování dopadů na životní prostředí. Vysoká míra znečištění vedla k rozšíření astmatu a dalších nemocí dýchacího ústrojí mezi obyvateli města. Politikou města je kupovat do svých budov energeticky efektivní vybavení. New York také vlastní nejvíce autobusů na zemní plyn a s hybridními motory v celých Spojených státech a také se zde objevily jedny z prvních taxíků s hybridním pohonem. Město bylo jedním ze žalobců v přelomovém sporu u Nejvyššího soudu Spojených států (Supreme Court of the United States) pod označením Massachusetts v. Environmental Protection Agency, kterým byla Agentura pro ochranu životního prostředí (EPA) donucena regulovat vypouštění skleníkových plynů. New York je také světovým lídrem v budování energeticky efektivních kancelářských budov, jejichž typickým zástupcem je Hearst Tower.
Pitnou vodu získává New York z Catskill Mountains. Tato voda je natolik kvalitní, že nevyžaduje další chemické úpravy před distribucí spotřebitelům, což je možno jen v dalších čtyřech velkých amerických městech.

## Charakter města

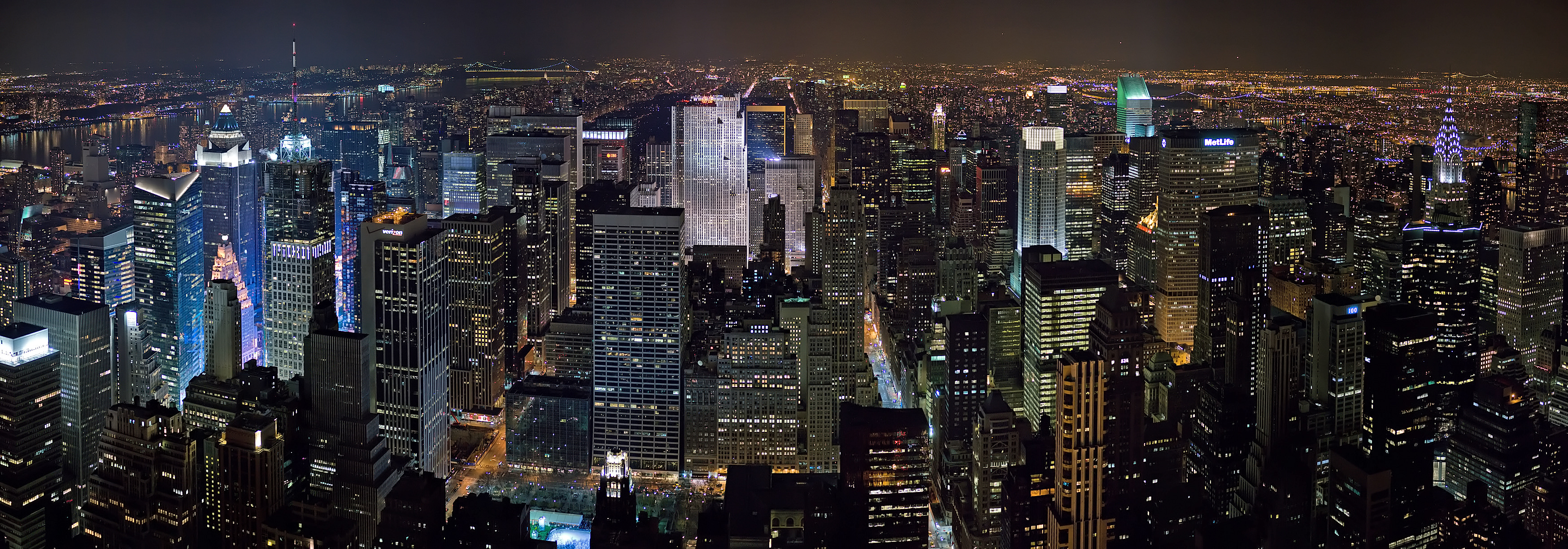
Pohled na střední Manhattan z Empire State Building

### Architektura

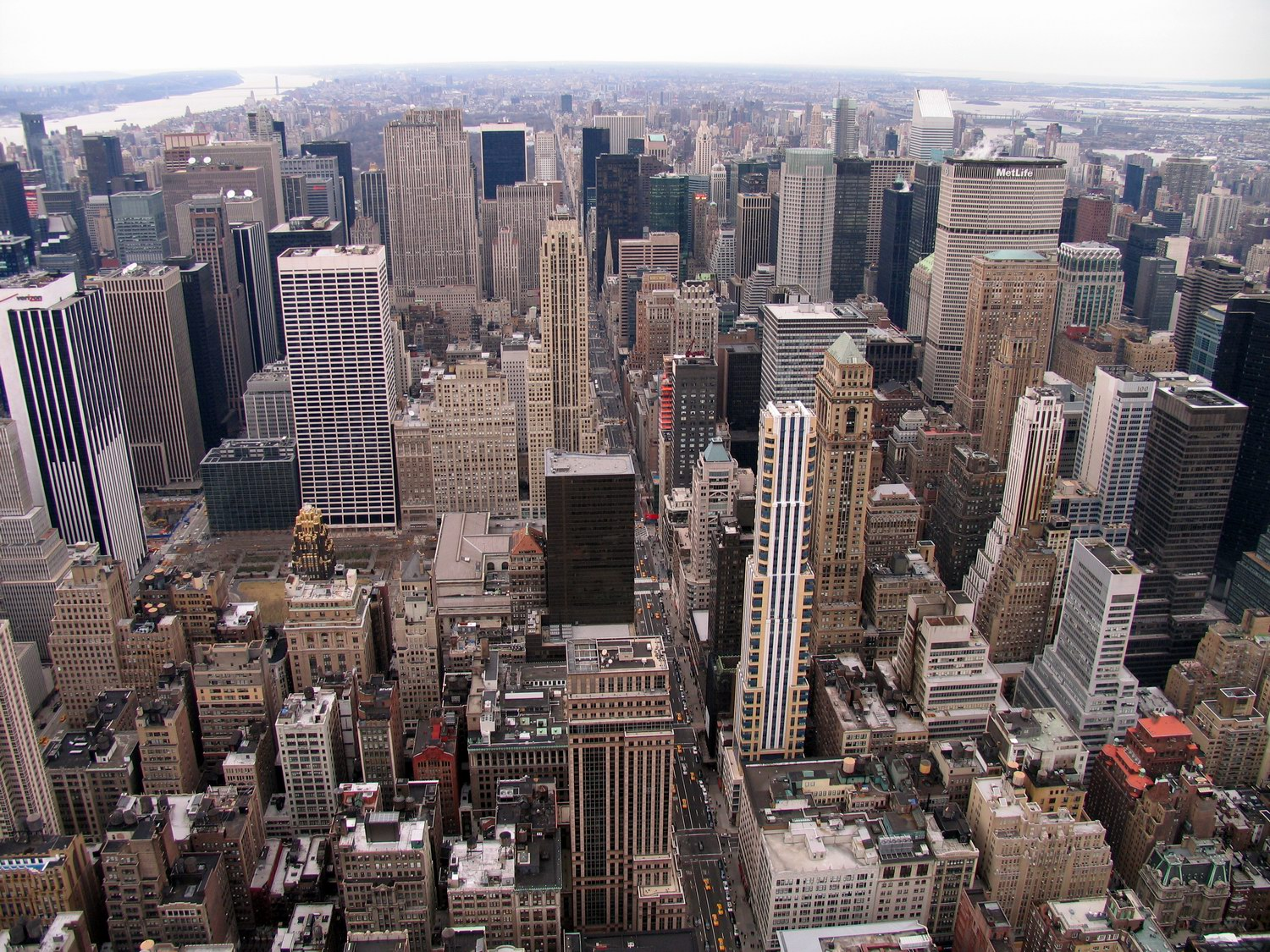
Pohled z Empire State Building

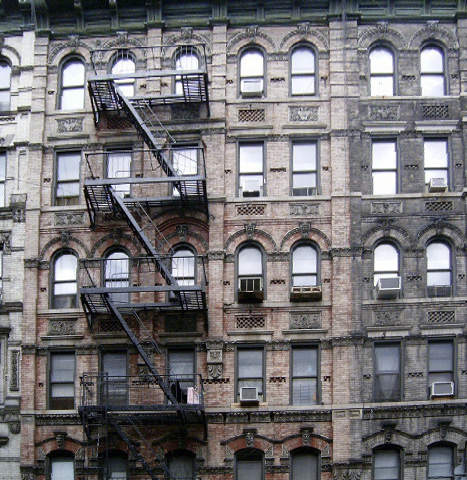
Typický newyorský obytný dům

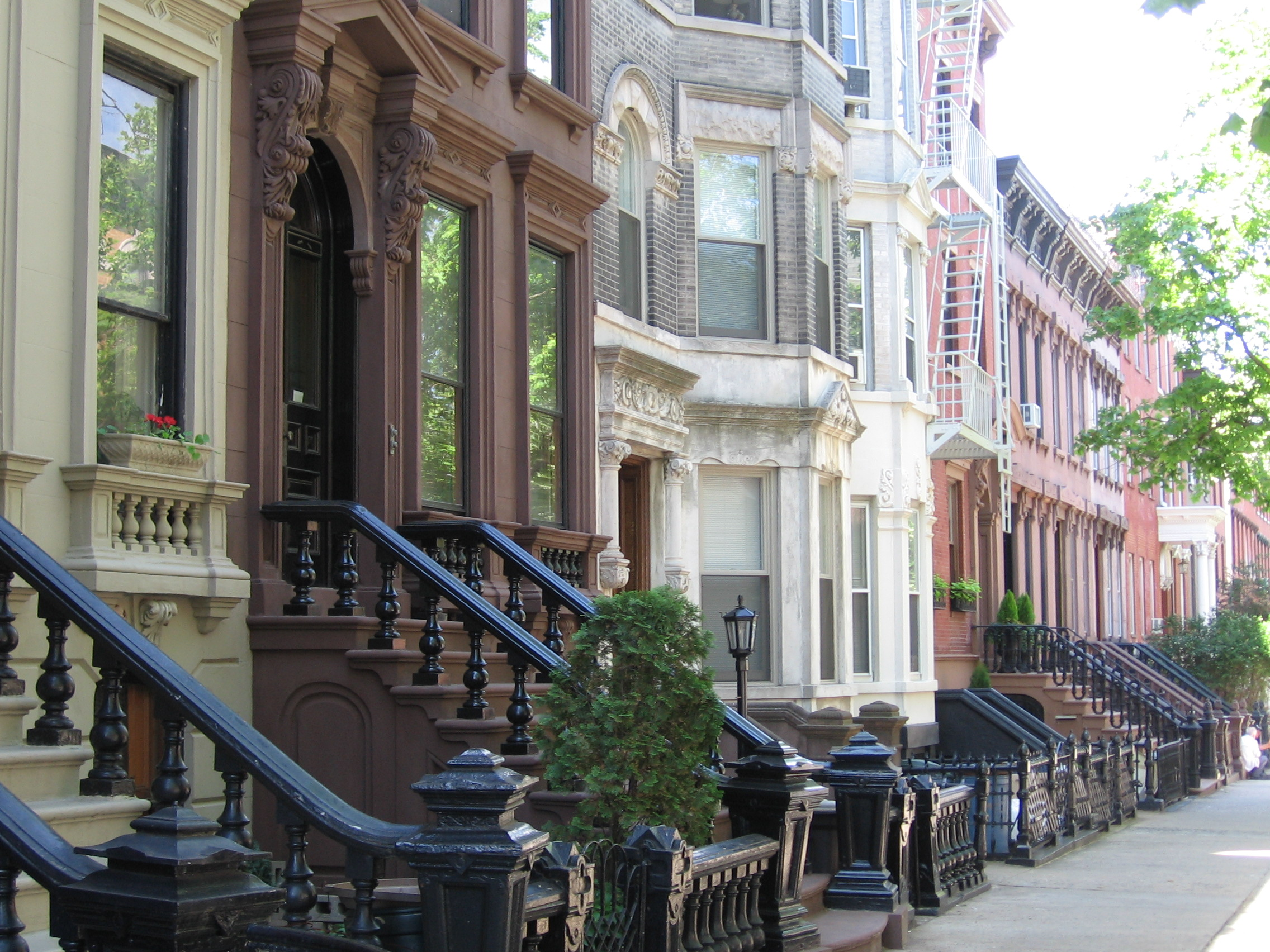
Řadové domy postavené v 19. století v Brooklynu

Charakteristickým znakem New Yorku je nesmírné množství mrakodrapů, především pak na Manhattanu. V New Yorku se nalézá asi 5600 mrakodrapů a 48 z nich má přes 200 m, což je nejvíce na světě. Nejvyšší počet mrakodrapů na světě, ať už kancelářských nebo obytných, je dán především vysokou hustotou zalidnění, omezenou rozlohou dostupných pozemků a tudíž jejich vysokou cenou.
V New Yorku se nacházejí výrazné budovy mnoha architektonických stylů. Woolworth Building (1913) postavená v novogotickém stylu s masivními prvky gotické architektury, které jsou rozpoznatelné z ulice, která je o desítky metrů níže. Zákon z roku 1916 omezil výšku mrakodrapů v závislosti na velikosti stavební parcely, aby sluneční svit dosáhl na ulice. Typickým zástupcem stylu Art Deco je Chrysler Building (1930) se svou charakteristickou zužující se špičkou. Mnozí architekti a historici považují Chrysler Building za architektonicky nejhodnotnější mrakodrap ve městě. Mezinárodní styl reprezentuje Seagram Building (1957). Condé Nast Building (2000) je zástupcem energeticky efektivních budov.

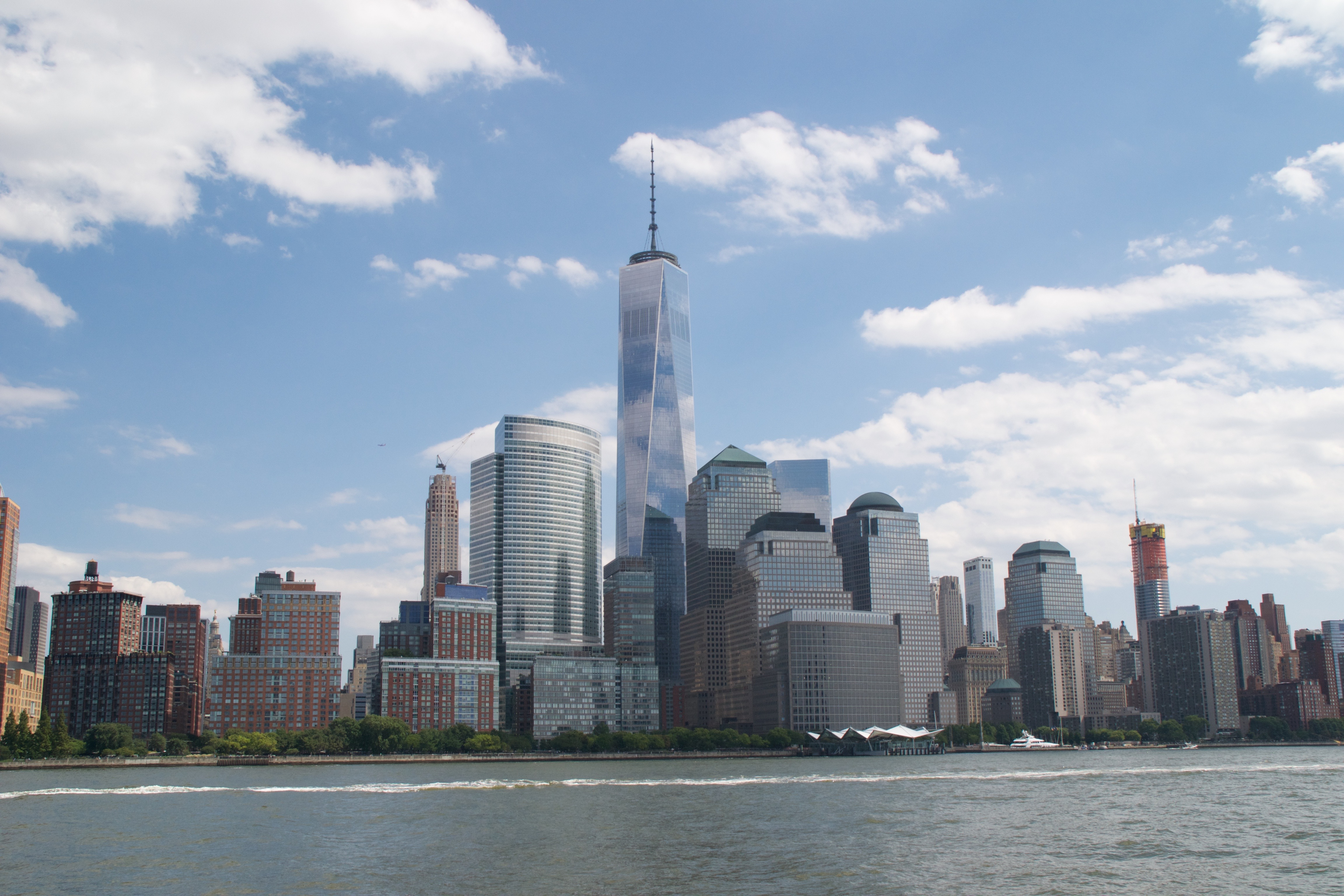
One World Trade Center na jižním Manhattanu (uprostřed). Po teroristických útocích z 11. září 2001 nová dominanta a symbol New Yorku

Pro obytné oblasti jsou typické honosné řadové domy postavené z hnědého pískovce, ale i omšelé bytové domy postavené v období největšího rozvoje města mezi lety 1870 a 1930. Nejpoužívanějšími stavebními materiály jsou od velkého požáru v roce 1835 kámen a cihly. Stavební materiály nebyly jako v případě Paříže těženy přímo z podloží města, ale byly dováženy z různých vzdálených kamenolomů a tudíž mají odlišné odstíny. Specifikem New Yorku je velké množství dřevěných vodních nádrží umístěných na střechách. Jejich instalace byla vyžadována u budov majících přes šest pater, aby mohl být omezen tlak vody ve vodovodech, které by vysokým tlakem mohly být poškozeny. Ve 20. letech se do módy dostalo bydlení v domech v odlehlých oblastech města vybudovaných na základě idejí hnutí Garden city movement, například na Jackson Heights v Queensu, které se staly dostupnými díky výstavbě metra.

### Život ve městě

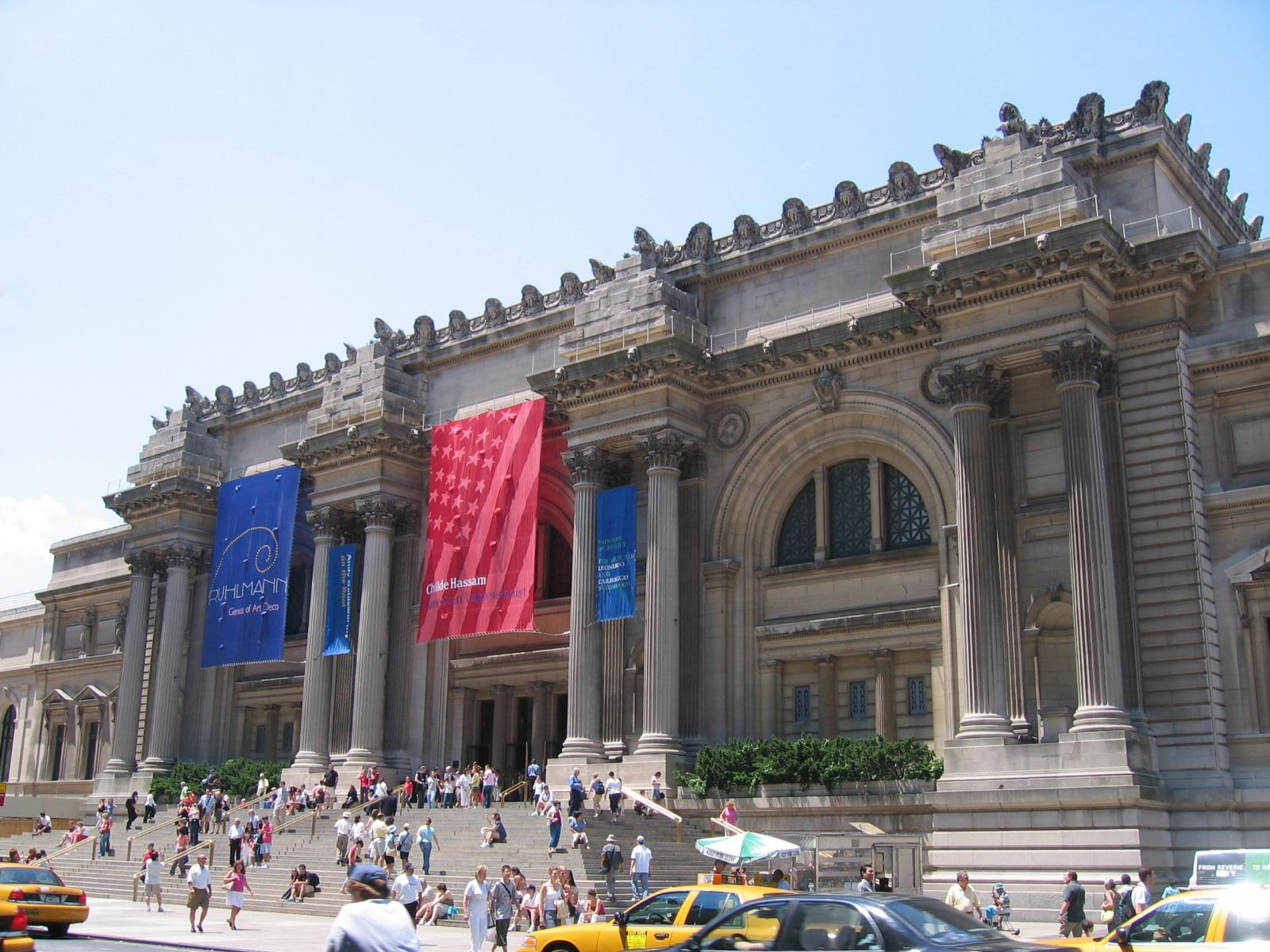
Metropolitan Museum of Art, jedno z největších muzeí světa

„Zdá se, že kultura je ve vzduchu, jako součást počasí“, napsal o New Yorku spisovatel Tom Wolfe. Mnoho významných amerických kulturních hnutí vzniklo v New Yorku, například Harlem Renaissance, která formovala černošskou literaturu ve Spojených státech. Město bylo centrem jazzového hnutí ve 40. letech a abstraktního expresionismu v 50. letech a místem zrodu hip-hopu v 70. letech. Lokální punková a hardcore scéna dosáhla vrcholného vlivu v 70. a 80. letech. V New Yorku má také dlouhou tradici židovská americká literatura. Mnoho populárních indie rockových kapel vzniklo v New Yorku v posledních letech, například The Strokes, Interpol, The Bravery, Scissor Sisters a They Might Be Giants.
New York je považován za místo zrodu mnoha kulturních hnutí, například harlemské renesance v literatuře a výtvarném umění, abstraktního expresionismu (známého také jako Newyorská škola) v malířství, hip hopu, punku, salsy a Tin Pan Alley v hudbě.
Město má několik částí, kde se soustřeďuje kulturní život. Významná střediska jsou mj. Lincoln Center a Rockefeller Center, v jehož blízkosti se nachází populární Radio City Hall. Světoznámá jsou divadla na Broadwayi, kde se uvádějí činohry a muzikály. V současnosti je to 40 divadel.

### Kulturní život

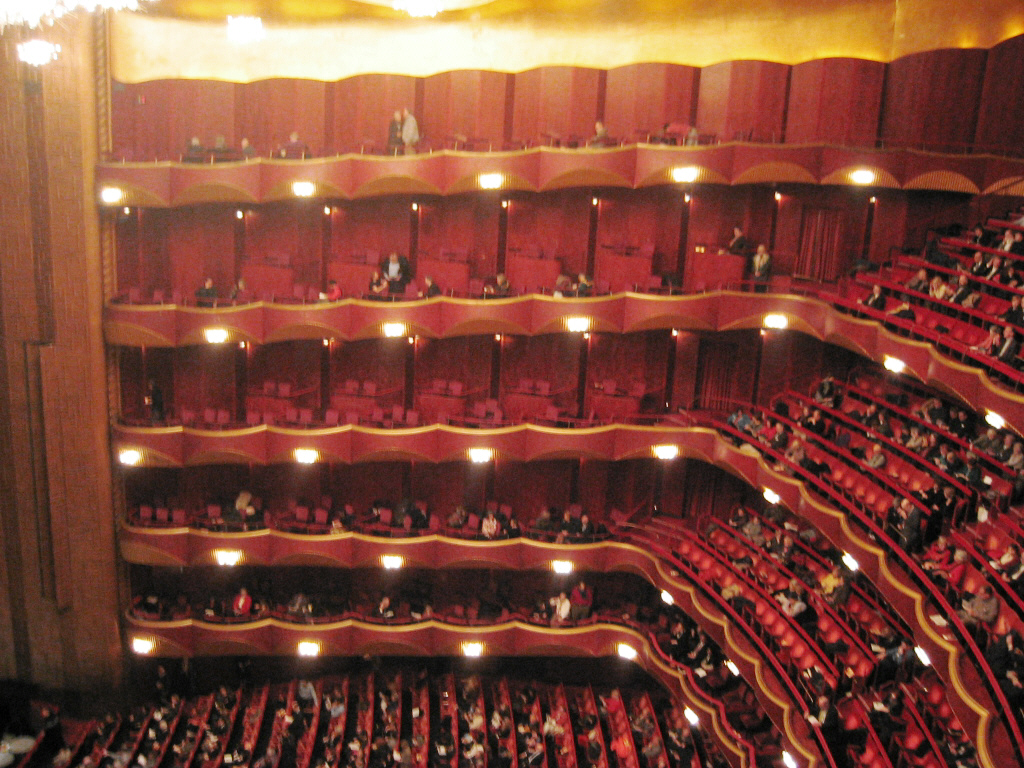
Hlediště v Metropolitní opeře

Město dotuje místní kulturu více financemi než je roční rozpočet National Endowment for the Arts. Bohatí průmyslníci 19. století vybudovali síť kulturních center jako jsou Metropolitan Opera, koncertní síň Carnegie Hall (vybudovaná roku 1891) a Metropolitní muzeum umění (Metropolitan Museum of Art), které jsou celosvětově proslavené. Neméně slavné instituce jsou Muzeum moderního umění (Museum of Modern Art, MoMA), založené v roce 1929, a Guggenheimovo muzeum (Guggenheim Museum). Významné je rovněž Brooklyn Museum se sbírkou více než půl milionu uměleckých předmětů. Mezi menšími muzejními institucemi vyniká mj. Frick Collection, založené ocelářským magnátem Frickem, ve kterém lze poznat vzácná malířská díla starých mistrů.
Elektrifikace města umožnila produkci propracovaných divadelních představení. Od 80. let 19. století jsou divadla na Broadwayi a podél 42. ulice (42nd Street) výkladní skříní komediálního, dramatického a také muzikálového divadelního umění. Představení, například od Harrigana a Harta nebo od George M. Cohana, byla často ovlivněna místními imigranty a často odrážela témata jejich nadějí a ambicí. V současnosti tvoří muzikály velkou část newyorské divadelní produkce. Největších 40 divadel s více než 500 místy je souhrnně označováno jako Broadway (nebo také Broadway Theatres) podle nejdelší newyorské ulice, která prochází také touto divadelní čtvrtí. Největší koncentrace divadel je v té části Broadwaye, které se souhrnně říká Times Square nebo v její blízkosti.
Lincolnovo centrum (plným názvem Lincoln Center for the Performing Arts) je největším kulturním centrem ve Spojených státech. Nachází se v něm budova Metropolitní opery, New York City Opera (nyní uzavřena), Avery Fisher Hall, což je sídlo New York Philharmonic, New York City Ballet, Vivian Beaumont Theatre, proslulá konzervatoř Juilliard School, Alice Tully Hall a Jazz at Lincoln Center.
Central Park SummerStage organizuje během léta představení v Central Parku a asi 1200 koncertů a dalších představení po celém městě.
New York je jedním z center americké kinematografie. Manhatta (1920), první americký avantgardní film se natáčel v New Yorku. V současnosti se zde natáčí druhý nejvyšší počet filmů ve Spojených státech. V New Yorku sídlí více než 2000 uměleckých a kulturních organizací a více než 500 galerií různých velikostí.

### Cestovní ruch

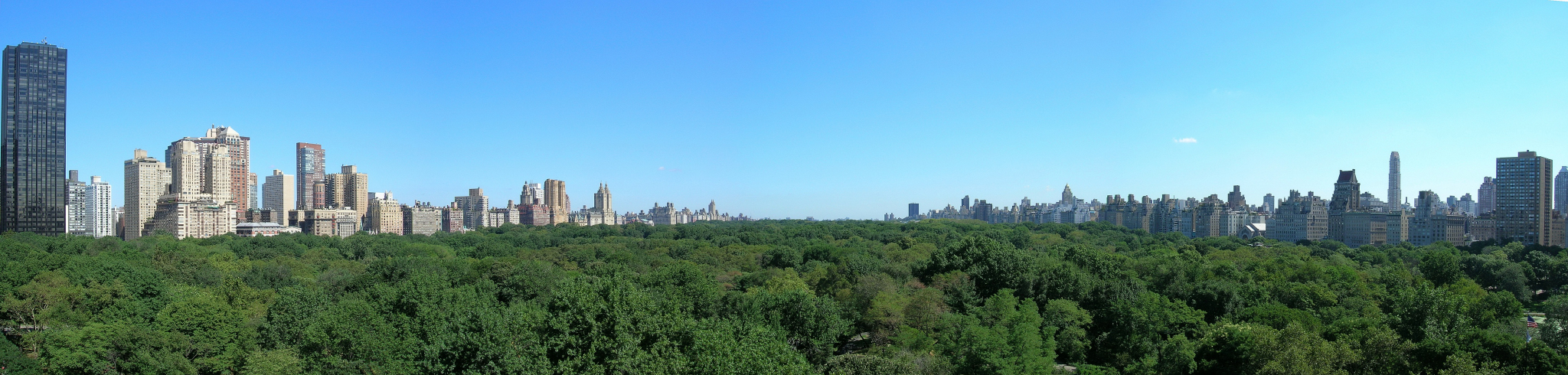
Central Park, nejnavštěvovanější park ve Spojených státech

Turistika je významným zdrojem příjmů, protože město ročně navštíví asi 40 milionů turistů. Nejpopulárnějšími destinacemi jsou Empire State Building, Ellis Island, divadla na Broadwayi, muzea jako Metropolitan Museum of Art a další místa jako Central Park, Washington Square Park, Rockefeller Center, Times Square, Bronx Zoo, New York Botanical Garden, luxusní obchody na 5. a Madison Avenue a nebo události jako Halloween Parade v Greenwich Village, Tribeca Film Festival a vystoupení v Central Parku. Nejpopulárnější atrakcí je Socha svobody, jedna z ikon Spojených států.
Newyorská gastronomie je ovlivněna imigranty. Židé a Italové proslavili místní pečivo bagely, tvarohové koláče (cheesecake) a newyorskou pizzu. Více než 4000 licencovaných pouličních prodejců, mezi nimiž je mnoho imigrantů, nabízí pokrmy ze středního východu jako jsou falafel a kebab, avšak nejpopulárnější jsou i nadále hot-dogy a preclíky. Ve městě s nachází také mnoho z nejvyhlášenějších amerických restaurací.
V New Yorku se rozkládají parky o rozloze asi 113 km2 a také 22 km veřejných pláží. Gateway National Recration Area o rozloze tisíce akrů náleží do systému národních parků. Jamaica Bay Wildlife Refuge má rozlohu 36 km2 a pokrývá tak většinu Jamaica Bay. Central Park navržený Frederickem Law Olmstedem a Calvertem Vauxem je s 30 miliony návštěvníků nejnavštěvovanějším parkem Spojených států, což je o deset milionů více než u Lincoln Parku v Chicagu, který je druhý nejnavštěvovanější. Prospect Park v Brooklynu navržený taktéž Olmstedem a Vauxem má 36 ha velkou louku. Ve Flushing Meadows-Corona Parku v Queensu, který je třetí největší ve městě, se konaly světové výstavy 1939 a 1964.

### Média

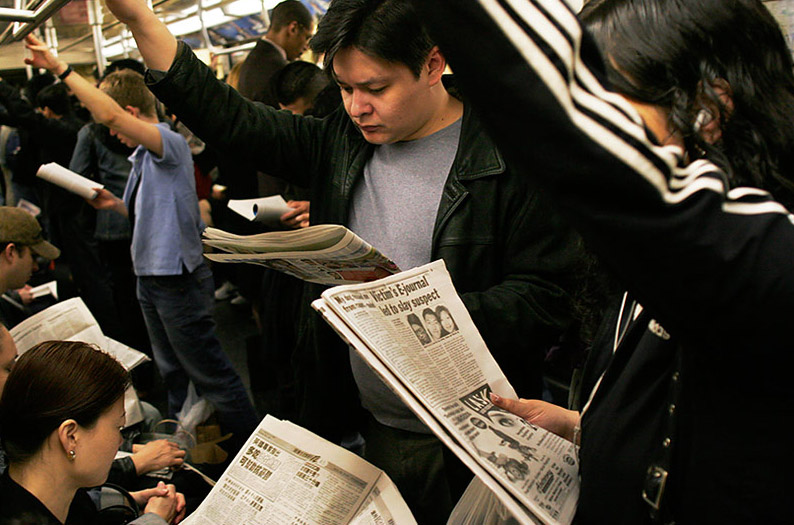
Pasažéři hromadné dopravy patří mezi hlavní odběratele novin.

New York je světovou metropolí televize, reklamy, hudby a novinových a knižních nakladatelství a je zároveň i největším mediálním trhem v Severní Americe (následován Los Angeles, Chicagem a Torontem). Mezi místní mediální skupiny patří Time Warner, the News Corporation, the Hearst Corporation a Viacom. Sedm z deseti největších světových reklamních agentur sídlí v New Yorku. Tři ze čtyř největších hudebních labelů sídlí v New Yorku. V New Yorku se točí třetina amerických nezávislých filmů. Více než 200 novin a 350 časopisů má ve městě své sídlo a knižní nakladatelství zaměstnávají přes 25 000 lidí.

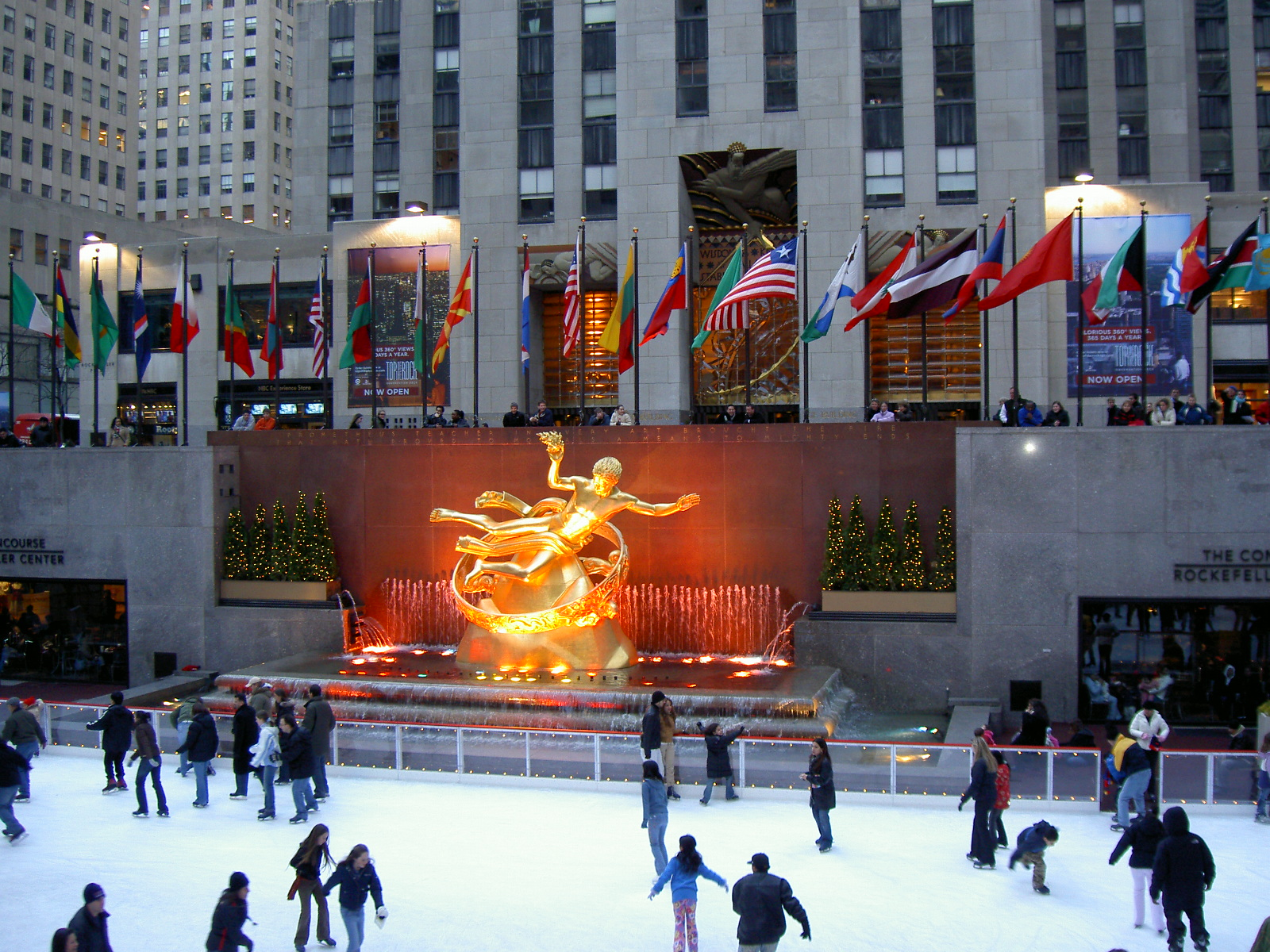
Rockefeller Center je sídlem NBC.

Dvoje ze tří celostátně vydávaných novin mají redakci v New Yorku a to The New York Times a The Wall Street Journal. Mezi nejvýznamnější bulvární deníky vydávané ve městě patří The New York Daily News a The New York Post založený v roce 1801 Alexandrem Hamiltonem. Mnoho místních novin je zaměřeno na etnické menšiny, okolo 270 časopisů a novin vychází ve více než 40 jazycích. El Diario La Prensa je nejprodávanější a nejstarší newyorský španělsky psaný deník. The New York Amsterdam News sídlící v Harlemu je populární v černošské komunitě. The Village Voice jsou nejpopulárnější alternativní noviny.
New York je centrem televizní tvorby, neboť zde sídlí čtyři největší americké stanice, ABC, CBS, Fox a NBC. Sídlí zde také mnoho stanic kabelové televize jako HBO, MTV, Fox News a Comedy Central. V roce 2005 bylo v New Yorku natáčeno přes 100 televizních pořadů.
V New Yorku sídlí mnoho nekomerčních médií. Nejstarší nekomerční stanicí ve Spojených státech je Manhattan Neighborhood Network založená v roce 1971. WNET je největší místní nekomerční stanice a primární poskytovatel obsahu celostátní PBS. Nekomerční WNYC, které do roku 1997 vlastnilo město, je nejposlouchanějším rádiem ve Spojených státech. Město provozuje televizní stanici nyctv, která vyprodukovala několik pořadů o místní kultuře a politice oceněných cenou Emmy.

### Sport

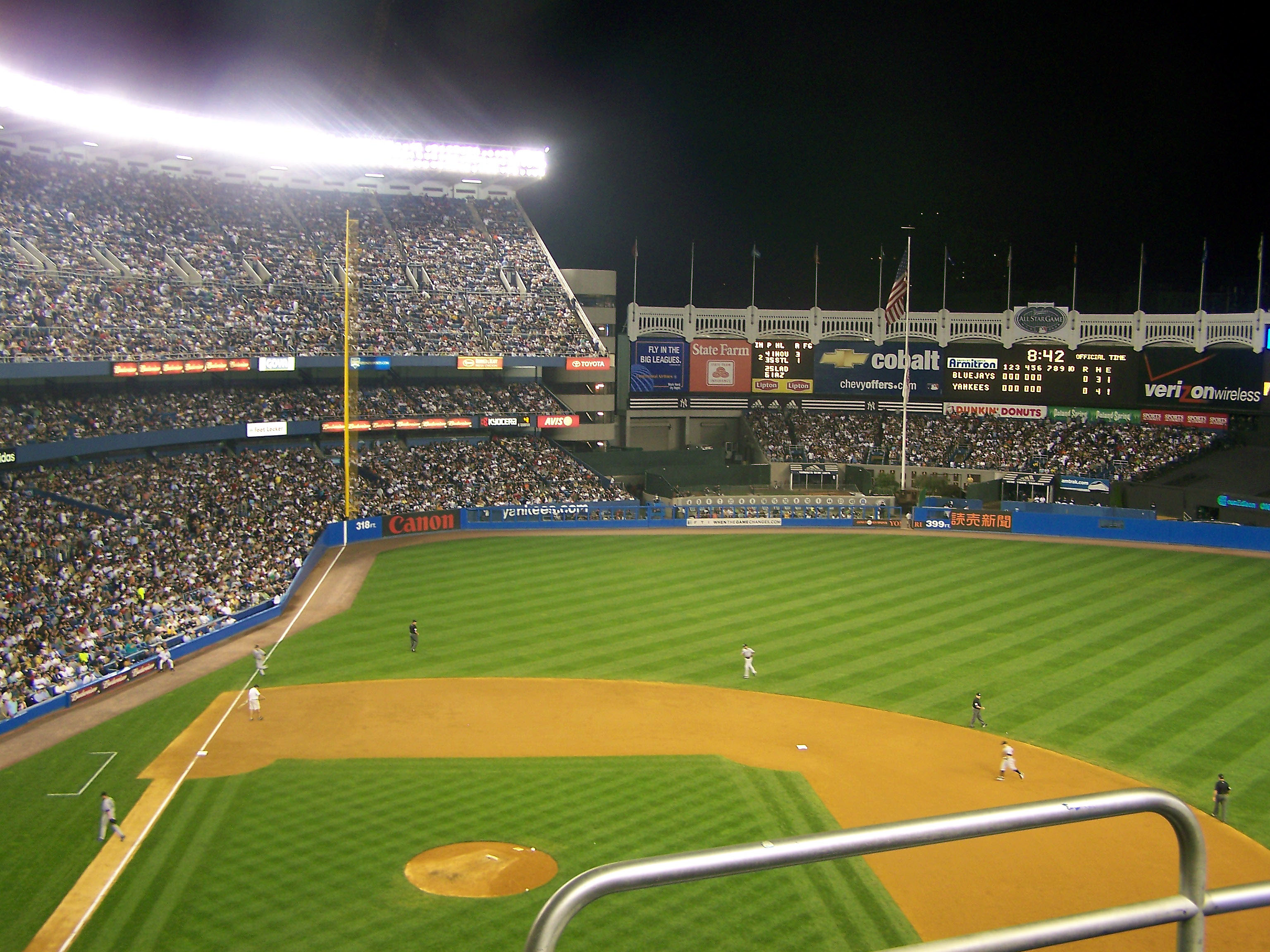
Yankee Stadium, domovský stadion New York Yankees.

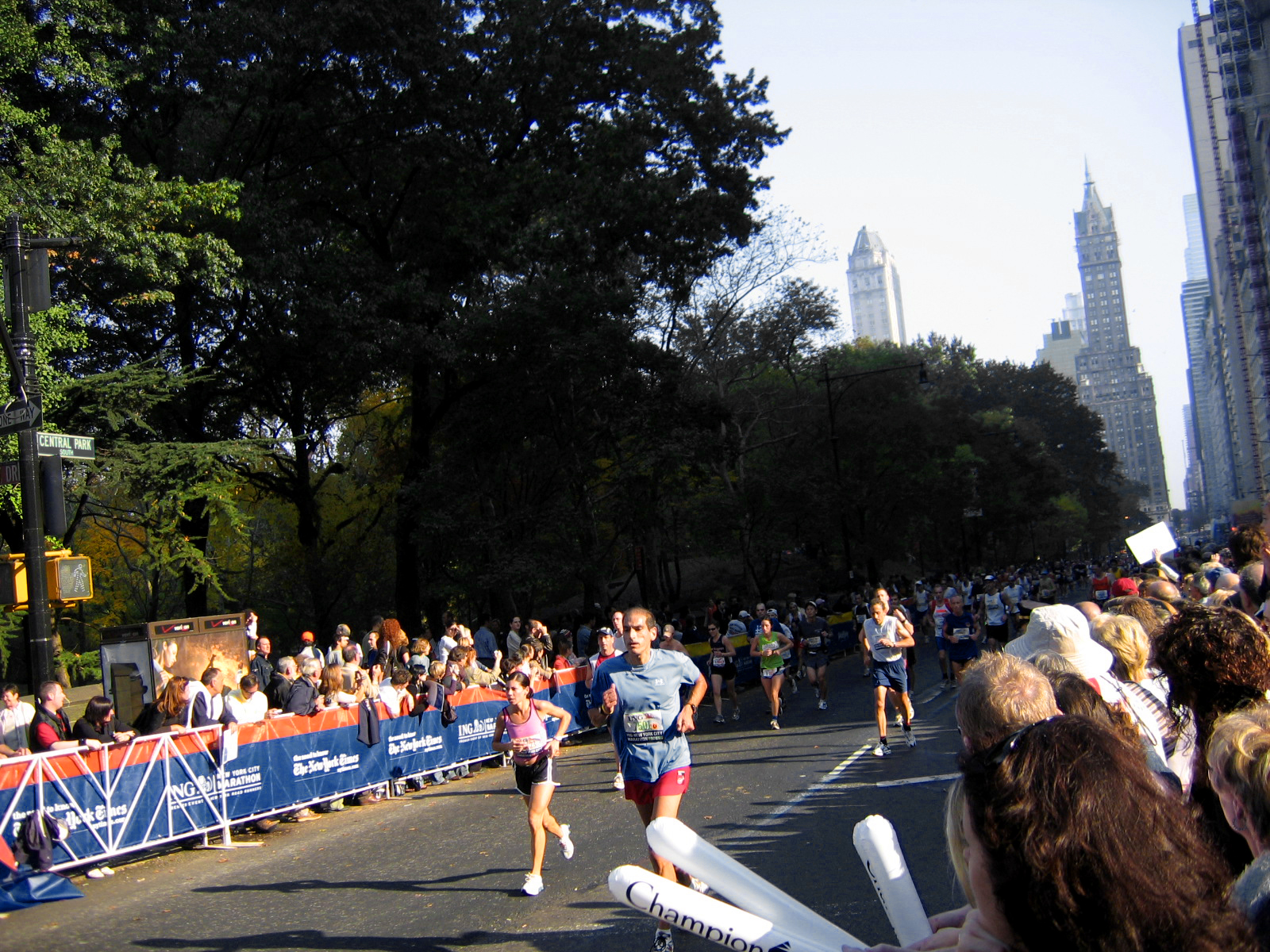
Newyorský maraton je největším maratonem světa.

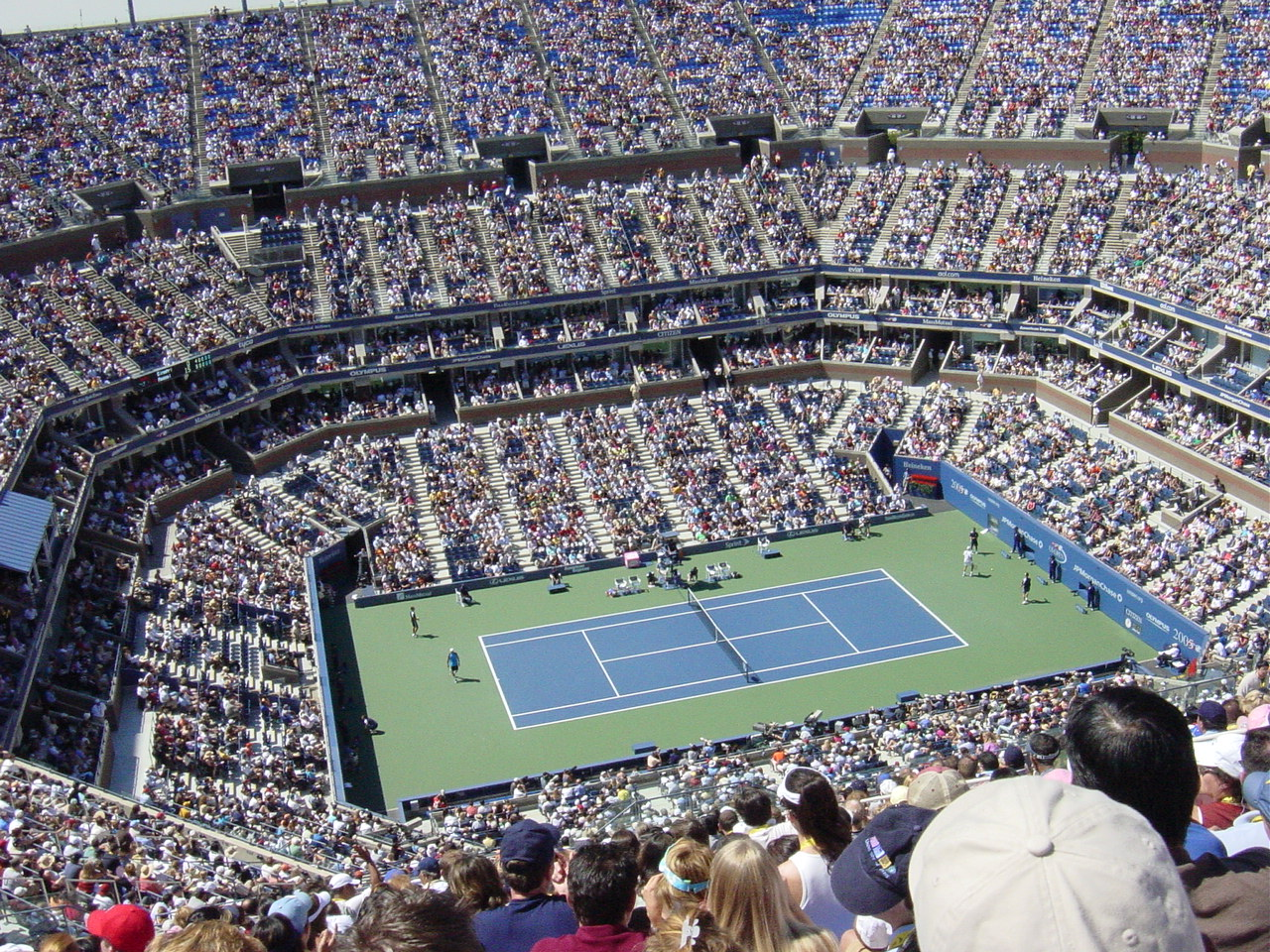
U.S. Open je čtvrtým a posledním Grand Slamovým turnajem.

New York má své zástupce ve čtyřech největších amerických sportovních ligách, přičemž všechny ligy mají své sídlo ve městě. New York je jedním z mála amerických měst, kde je baseball populárnější než americký fotbal. V rámci Světové série se zde odehrálo čtrnáct duelů mezi newyorskými týmy, přičemž těmto duelům se přezdívá Subway Series. New York je jednou z pěti metropolitních oblastí, která má v nejvyšší soutěži dva baseballové týmy (ostatní jsou Chicago, Washington-Baltimore, Los Angeles a San Francisco Bay Area). V současnosti New York v MLB reprezentují New York Mets a New York Yankees, které se během sezóny utkají šestkrát. Yankees se stali vítězi Světové série šestadvacetkrát a Mets dvakrát. Ve městě sídlily týmy New York Giants (nyní San Francisco Giants) a Brooklyn Dodgers (nyní Los Angeles Dodgers). Oba týmy se přestěhovaly do Kalifornie v roce 1958. Ve městě sídlí také dva týmy Minor league baseball a to Staten Island Yankees a Brooklyn Cyclones.
Reprezentanty města v National Football League (americký fotbal) jsou New York Jets a New York Giants (oficiálně New York Football Giants), ačkoliv oba týmy hrají své zápasy na Giants Stadium v New Jersey.
V National Hockey League reprezentují město New York Rangers, kteří hrají své domovské zápasy v Madison Square Garden, a New York Islanders hrající v Nassau Veterans Memorial Coliseum ve městě Uniondale na Long Islandu.
Týmy New York Red Bulls a New York City FC reprezentují město v Major League Soccer (fotbal). Red Bulls ovšem hrají domovské zápasy v New Jersey v Red Bull Areně.
V National Basketball Association jsou reprezentantem New Yorku New York Knicks a Brooklyn Nets a ve Women's National Basketball Association tým New York Liberty. První vysokoškolský basketbalový turnaj, National Invitation Tournament, se v New Yorku uskutečnil v roce 1938 a koná se zde dodnes. Rucker Park v Harlemu je slavné hřiště, kde se mnoho profesionálních sportovců účastní letní ligy.
V New Yorku se také koná mnoho mezinárodních sportovních událostí. V Queensu se každý rok koná tenisové U.S. Open, jeden z Grand Slamových turnajů. Newyorský maraton je největším maratonem na světě a ročníky 2004–2007 jsou na prvních čtyřech místech mezi maratony co do počtu závodníků, kteří doběhli do cíle. V roce 2007 závod dokončilo celkem 38557 běžců. Millrose Games je každoroční atletický mítink, v jehož rámci se běží závod na jednu míli známý jako Wanamaker Mile. V New Yorku je také populární box a každoročně se zde koná několik turnajů, například Amateur Boxing Golden Gloves v Madison Square Garden.
Mnoho sportovních odvětví je úzce spjato s komunitami imigrantů. Stickball, pouliční verze baseballu, hráli především mladíci z dělnické třídy italského, německého a irského původu ve 30. letech. Stickball se v ulicích hraje dodnes a jedna ulice byla v Bronxu přejmenována na Stickball Blvd. V posledních letech se v komunitách imigrantů z jižní Asie a Karibiku rozšířil kriket. Pouliční hokej, fotbal a basketbal jsou dalšími sporty, se kterými se lze na newyorských ulicích setkat. Díky skutečnosti, že na ulicích lze narazit na všemožné sporty a sportovce všech věkových kategorií, se New York občas označuje za „největší městské hřiště na světě.“

### Kriminalita

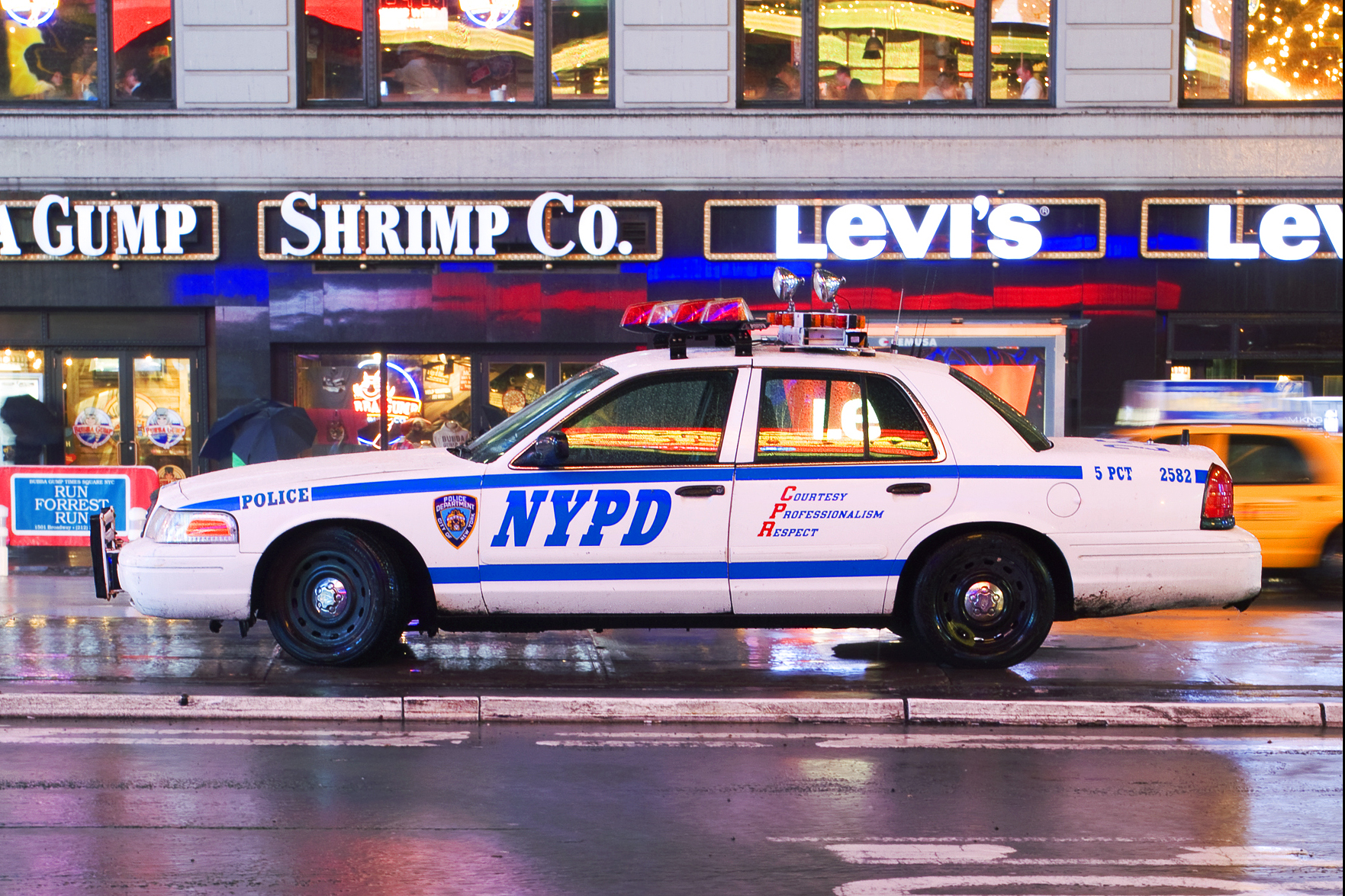
Automobil newyorské policie

Kriminalita byla v New Yorku na extrémně vysoké úrovni v 80. letech a ještě na začátku 90. let, kdy zde probíhala epidemie užívání drogy zvané crack. Od poloviny 90. let kriminalita postupně klesala a od roku 2005 je New York nejbezpečnějším z 25 největších amerických měst. V roce 2002 zde byla kriminalita na stejné úrovni jako ve městě Provo v Utahu a New York byl až na 197. místě z 216 amerických měst s více než 100 000 obyvateli. Násilná trestná činnost klesla mezi lety 1993 a 2005 o 75 %, a to v období, kdy na federální úrovni docházelo k jejímu nárůstu. V roce 2005 klesl počet vražd na nejnižší úroveň od roku 1963. V roce 2007 bylo spácháno méně než 500 vražd, což bylo poprvé od roku 1963, kdy začaly být publikovány tyto statistiky. Do roku 2012 poklesl počet vražd na celém území New Yorku na zhruba 350 případů.
Sociologové a kriminologové se ohledně příčin dramatického poklesu kriminality v New Yorku neshodují. Dle některých tvrzení nastal tento pokles v důsledku účinných opatření vedení New York City Police Departmentu, například program CompStat a tzv. teorie rozbitého okna. Dle jiných názorů jsou hlavními důvody jak konec epidemie cracku, tak i příznivě působící demografické změny.
V New Yorku působilo několik známých skupin organizovaného zločinu. Prvními byli Forty Thieves a Roach Guards působící ve čtvrti Five Points ve 20. letech 19. století. Ve 20. století zde působila mafie ovládaná Pěti rodinami. Gangy jako Black Spades vznikaly v New Yorku na konci 20. století.

## Politika

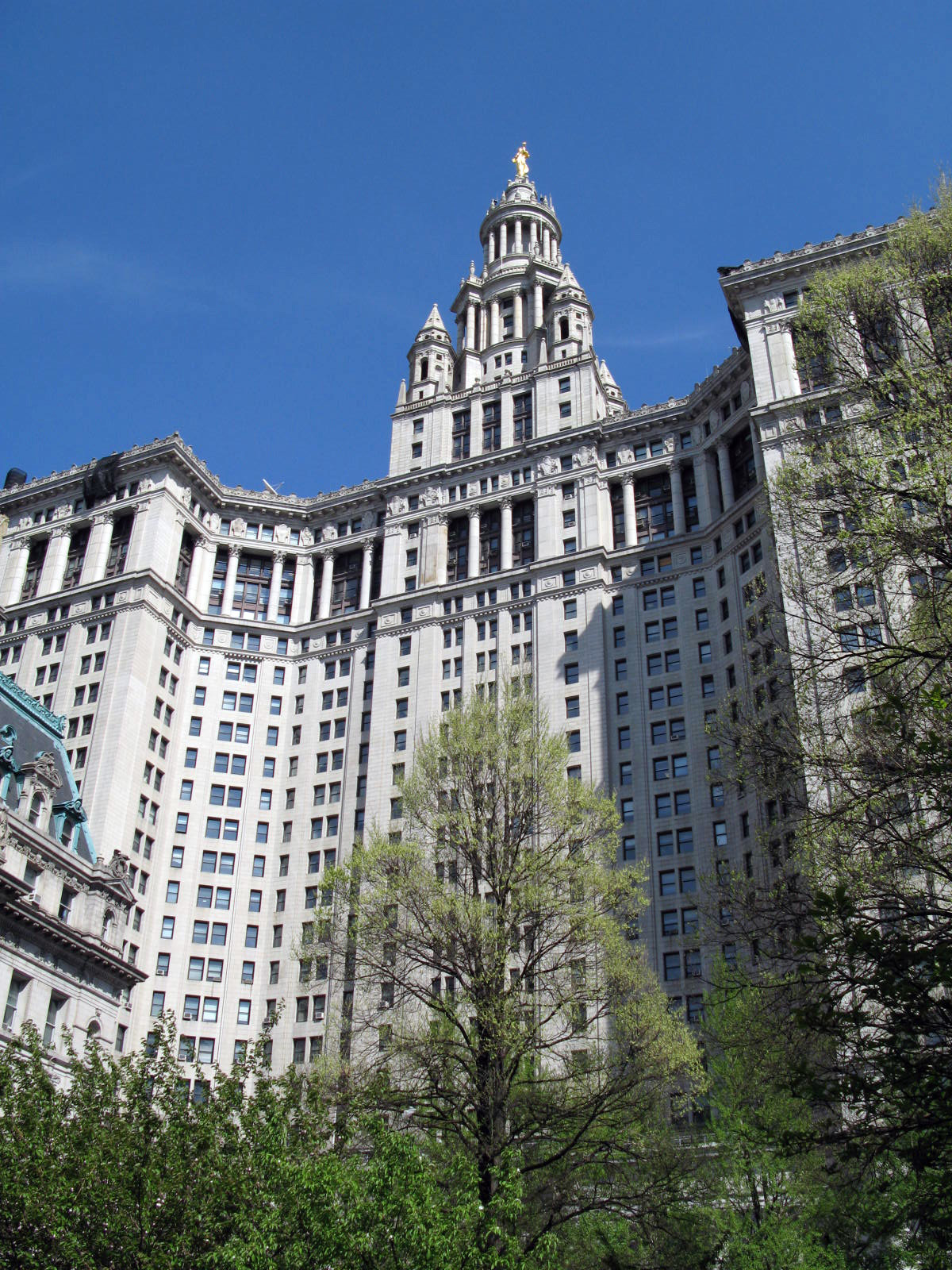
Manhattan Municipal Building je pětatřicetipatrová budova postavená po vzniku moderního New Yorku v roce 1898.

Od roku 1898, kdy byla zformována moderní podoba města, je New York metropolitní obcí se silným postavením starosty (mayor). Newyorská vláda je centralizovanější než je běžné u ostatních amerických měst. Vláda zodpovídá za veřejné školství, nápravná zařízení, knihovny, veřejnou bezpečnost, odpočinková zařízení, hygienická zařízení, dodávku vody a sociální služby. Starosta a členové zastupitelstva mají čtyřleté volební období. Newyorské zastupitelstvo je jednokomorové a má 51 členů. Starosta a členové zastupitelstva mohou být zvoleni jen na dvě po sobě jdoucí volební období.
Současným starostou je od ledna 2022 demokrat Eric Adams. Předchozím byl Bill de Blasio, který nastoupil v lednu 2014 po Michaelu Bloombergovi. Bloomberg byl dlouholetý demokrat, který byl ovšem v roce 2001 zvolen starostou New Yorku jako republikán. V roce 2005 byl znovuzvolen, když dosáhl 59 % hlasů. V roce 2007 se stal nezávislým politikem. Je znám snahami získat kontrolu nad vzdělávacím systémem od státu, nebo agresivní veřejnou zdravotnickou politikou. Pro své druhé funkční období určil jako priority školskou reformu, snížení chudoby a přísnou regulaci držení zbraní. Spolu se starostou Bostonu Thomasem Meninem založil v roce 2006 organizaci Mayors Against Illegal Guns Coalition, jejímž cílem je „zlepšit bezpečnostní situaci odstraněním nelegálně držených zbraní z ulic.“
Demokratická strana má v New Yorku velmi silnou členskou základnu, neboť má za sebou 66 % registrovaných voličů. Ve volbách v New York City nevyhrál republikánský kandidát na úrovni státu New York nebo v prezidentských volbách již od roku 1924. Tématy politických kampaní jsou zde především finančně dostupné bydlení, vzdělání, ekonomický rozvoj a podpora zaměstnanosti.

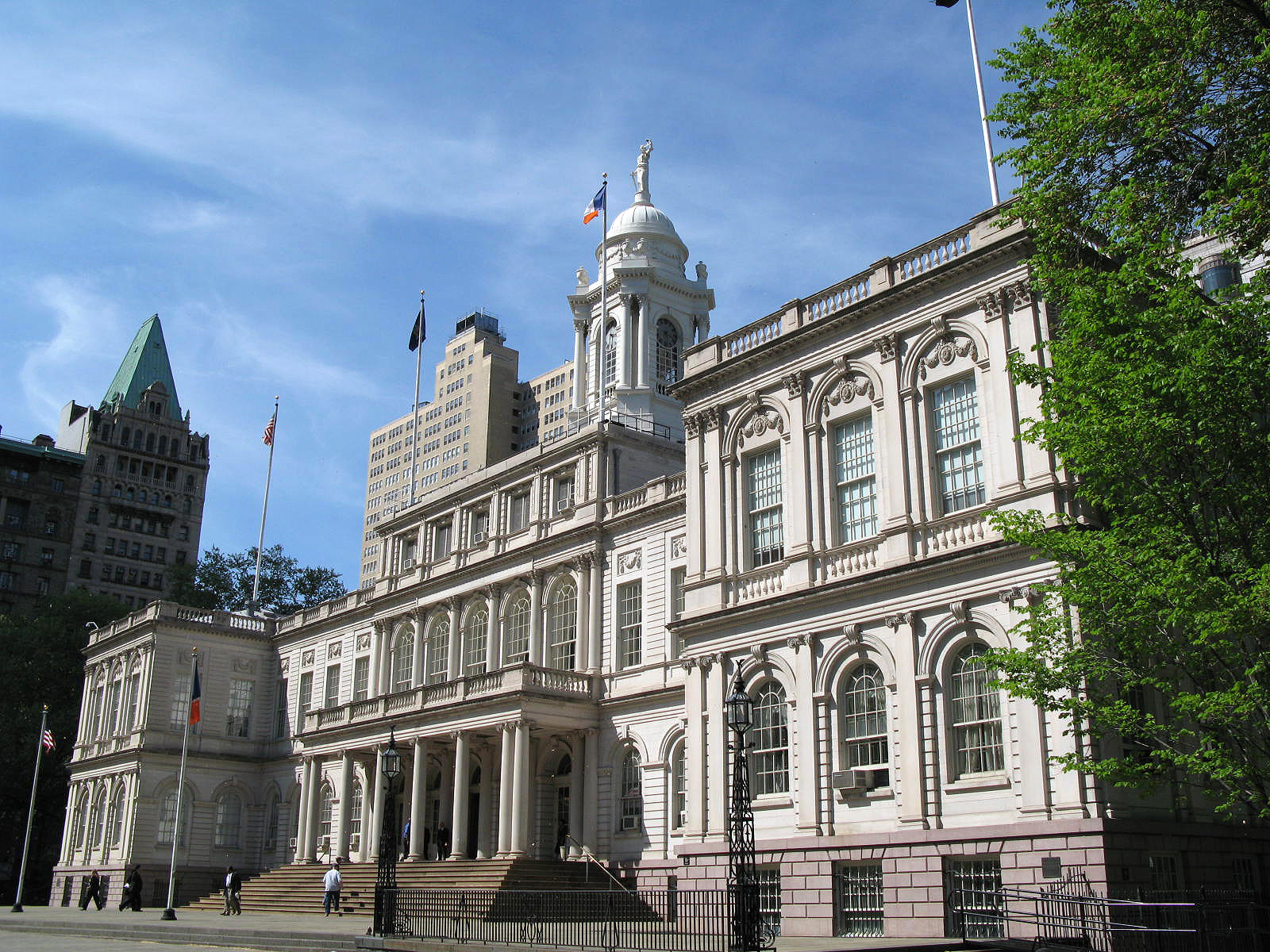
Radnice New Yorku

New York je nejvýznamnějším zdrojem darů politickým stranám ve Spojených státech. Čtyři z pěti poštovních směrovacích adres (ZIP Code), jejichž obyvatelé darují nejvíce peněz, se nachází na Manhattanu. Rekordní je v tomto ohledu směrovací adresa 10021 na Upper East Side, odkud získali při kampani v roce 2004 nejvíce peněz pro sebe oba prezidentští kandidáti, a to jak John Kerry, tak i George W. Bush.
Pro New York je typická nerovnoměrnost v objemu daní zaplacených ať už na státní, nebo federální úrovni. Za každý dolar federálních daní obdrží New York služby v hodnotě jen 83 centů, takže ročně odevzdá na daních o 11,4 miliardy více než dostane zpět. Město také odesílá vládě státu New York o 11 miliard dolarů více, než obdrží zpět.
Poblíž radnice se nacházejí United States District Court for the Southern District of New York, Odvolací soud Spojených států pro Druhý okruh, a Jacob K. Javits Federal Building. Na Manhattanu sídlí New York Supreme Court, Appellate Division, First Department. V Brooklynu má sídlo United States District Court for the Eastern District of New York a New York Supreme Court, Appellate Division, Second Department. V každé městské části sídlí pobočka New York Supreme Court a ostatních soudů státu New York.
V New Yorku se díky přítomnosti sídla OSN nachází také 122 diplomatických misí z celého světa.

## Školství

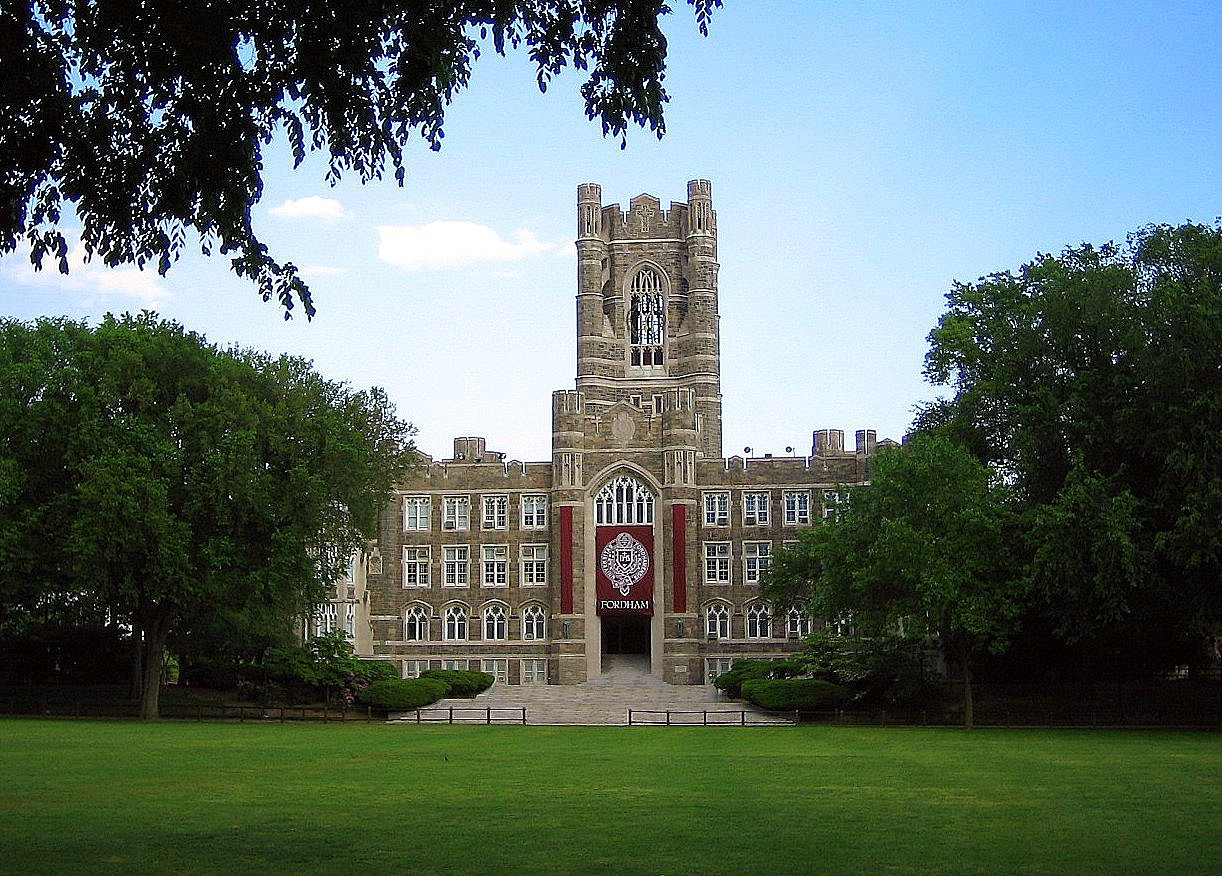
Fordham University

Systém veřejných škol v New Yorku, který spravuje New York City Department of Education, je největší ve Spojených státech. Přibližně 1,1 milion studentů navštěvuje více než 1200 škol prvního a druhého stupně. Ve městě funguje přibližně 900 dalších soukromých a církevních škol, přičemž některé z nich patří mezi nejprestižnější v celých Spojených státech. Ačkoliv se New York běžně neoznačuje jako univerzitní město, studuje zde přibližně 594 000 studentů vysokých škol, což je nejvíce ve Spojených státech. V roce 2005 měly tři pětiny obyvatel Manhattanu vysokoškolské vzdělání a jedna čtvrtina absolvovala navazující studium, díky čemuž patří Manhattan mezi oblasti s největším podílem vysokoškolsky vzdělaných obyvatel ve Spojených státech. Nejstarší a zřejmě také nejrenomovanější univerzitou je Columbia University, největší newyorská univerzita, založena roku 1754 jako londýnská King's College. City University of New York je třetí největší veřejnou vysokou školou ve Spojených státech. Ve městě působí veřejná Fashion Institute of Technology, která je součást State University of New York. Mezi nejznámější soukromé vysoké školy patří Barnard College, Cooper Union, Fordham University, New York University, The New School a Yeshiva University.

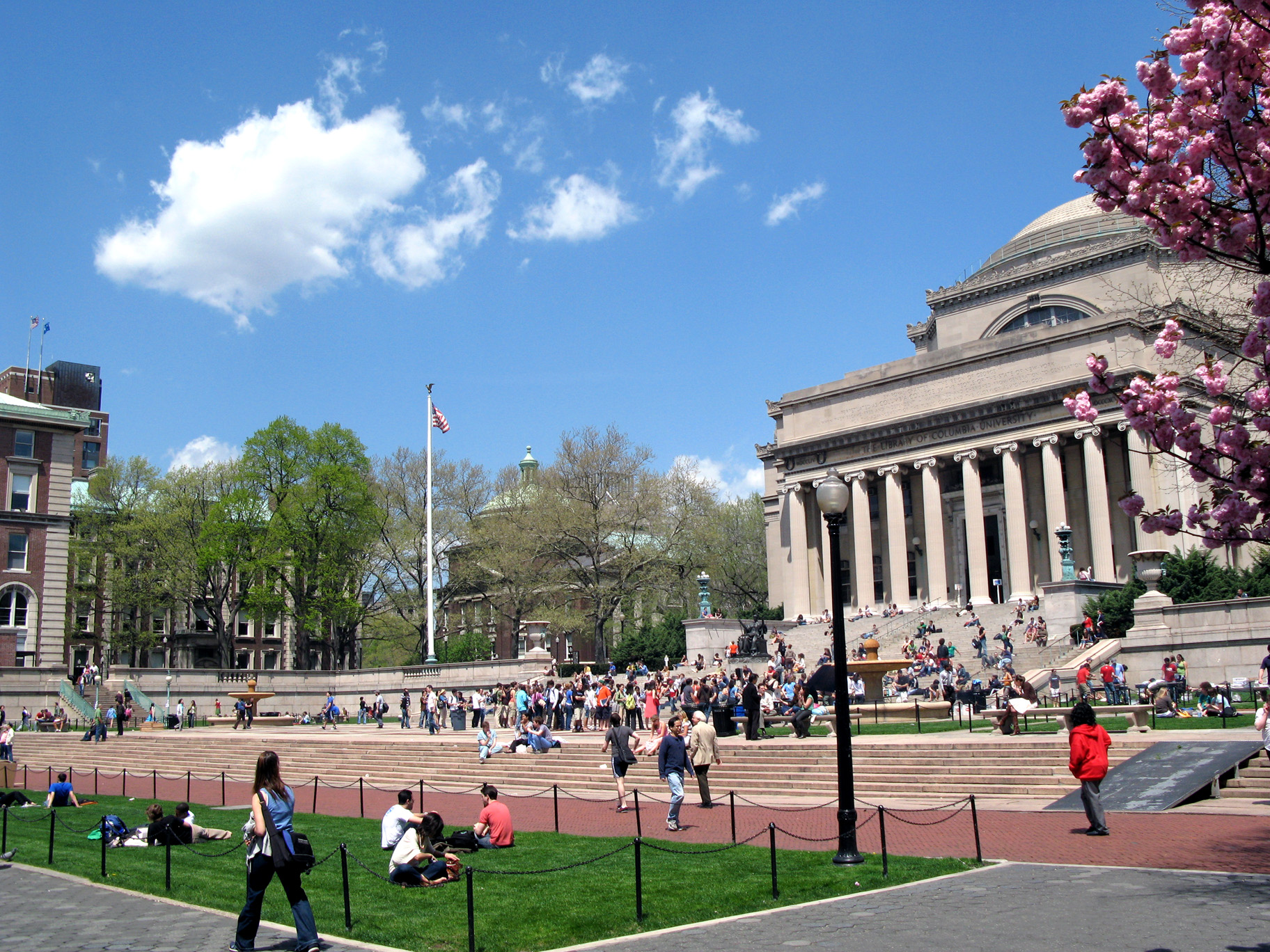
Columbia University

New York je centrem medicínského a biologického výzkumu. Je zde udělováno nejvíce postgraduálních titulů v biologii ve Spojených států, působí zde 40 000 lékařů a 127 laureátů Nobelovy ceny působilo v místních institucích. Město dostává druhé nejvyšší dotace od National Institutes of Health ze všech amerických měst. V New Yorku sídlí mnoho biomedicínských výzkumných institucí, například Memorial Sloan-Kettering Cancer Center, Rockefeller University, SUNY Downstate Medical Center, Albert Einstein College of Medicine, Mount Sinai School of Medicine a Weill Cornell Medical College.
New York Public Library, největší veřejná knihovna ve Spojených státech, má pobočky na Manhattanu, v Bronxu a na Staten Islandu. V Queensu sídlí Queens Borough Public Library, což je druhá největší americká veřejná knihovna. V Brooklynu sídlí Brooklyn Public Library. V rámci New York Public Library působí několik výzkumných institucí, například Schomburg Center for Research in Black Culture.
V New Yorku se nachází mnoho z nejelitnějších a nejexkluzivnějších soukromých škol v zemi. Patří mezi ně například Brearley School, Dalton School, Spence School, The Chapin School, Nightingale-Bamford School, Convent of the Sacred Heart na Upper East Side; Collegiate School a Trinity School na Upper West Side; Horace Mann School, Ethical Culture Fieldston School a Riverdale Country School v Riverdale v Bronxu; a Saint Ann's School v Brooklyn Heights v Brooklynu. Taktéž některé veřejné školy jsou považovány za nejlepší v zemi, například Hunter College High School, Stuyvesant High School, The Bronx High School of Science, Brooklyn Technical High School, Bard High School Early College, Townsend Harris High School a LaGuardia High School.

## Ekonomika

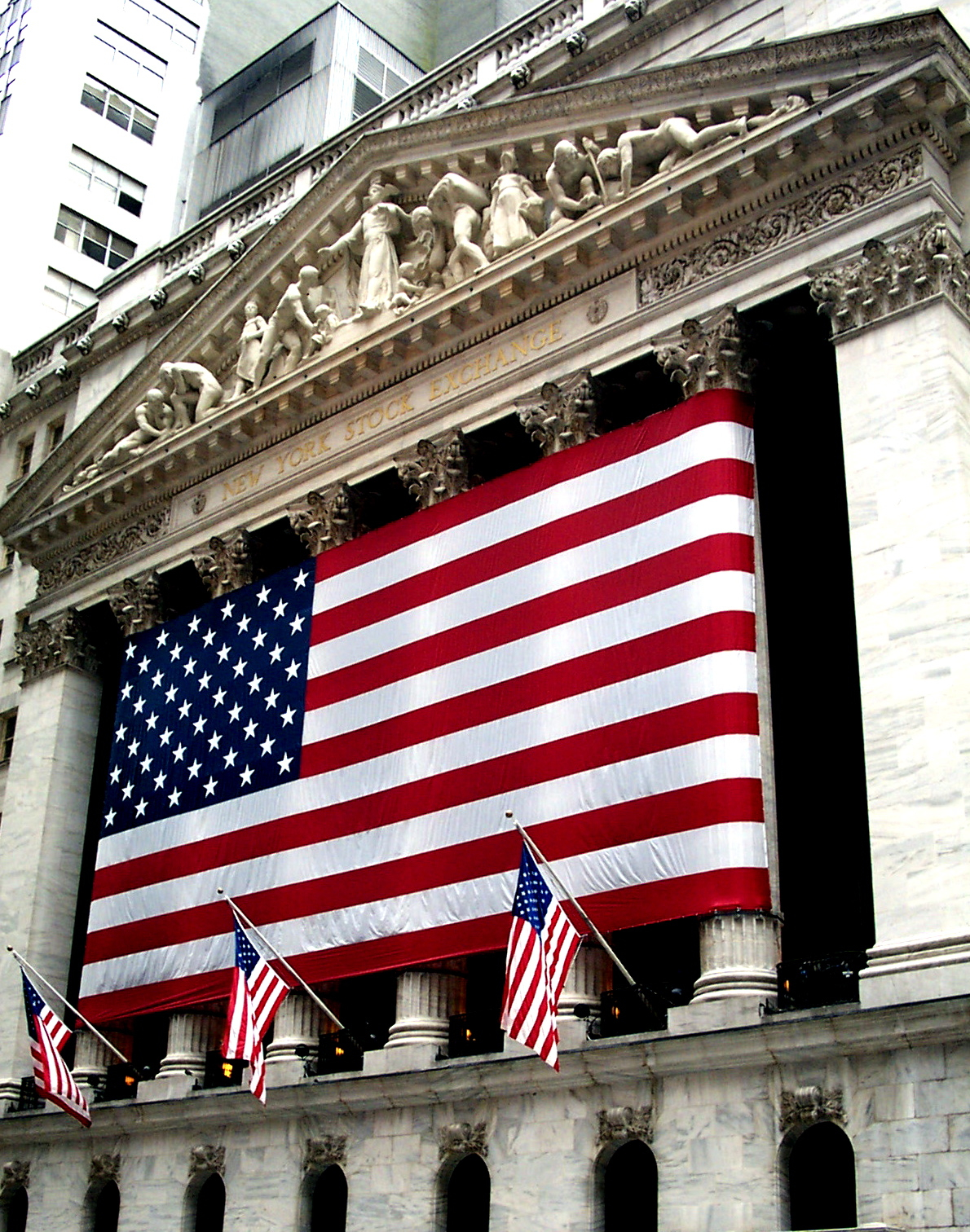
New York Stock Exchange je největší světovou burzou.

New York je spolu s Londýnem a Tokiem hlavním centrem globální ekonomiky. New York je centrem amerického finančnictví, pojišťovnictví a obchodu s nemovitostmi. Odhadovaný hrubý domácí produkt newyorské metropolitní oblasti dosáhl v roce 2006 952,6 miliard USD, což z newyorské metropolitní oblasti činí největší místní ekonomiku ve Spojených státech. V metropolitní oblasti je koncentrována většina ekonomické aktivity ve státech New York a New Jersey. V New Yorku sídlí mnoho nejvýznamnějších obchodních společností, například 44 společností ze seznamu Fortune 500. New York je unikátní i velkým počtem zahraničních společností působících ve městě. Jednu desetinu pracovních míst v soukromém sektoru tvoří zahraniční společnosti.
Ve městě se nalézá několik z nejdražších světových nemovitostí. Dne 2. července 2007 byla prodána budova č. 450 na Park Avenue za 510 milionů USD, což znamená, že 1 m2 stál 17 104 USD. Předchozí rekord držela jeden měsíc budova č. 660 na Madison Avenue, kde 1 m2 stál 15 887 USD.
Střední Manhattan je největším obchodním centrem ve Spojených státech a nachází se zde nejvíce newyorských mrakodrapů. Dolní Manhattan je třetím největším americkým obchodním centrem. Sídlí zde New York Stock Exchange a NASDAQ, dvě největší světové burzy cenných papírů co do průměrného denního objemu obchodů a celkové tržní kapitalizace. Více než 35 % procent příjmů ekonomiky generuje finanční sektor. Významným faktorem v místní ekonomice je i obchod s nemovitostmi, neboť souhrnná cena všech newyorských nemovitostí se v roce 2006 odhadovala na 802,4 miliard USD. Nejhodnotnější nemovitostí je Time Warner Center, jehož tržní cena byla v roce 2006 odhadována na 1,1 miliardu USD. V New Yorku najdeme dvě z největších bank USA – Chase Manhattan a Citibank.
Místní televizní a filmový průmysl je po Hollywoodu druhý největší ve Spojených státech. Kreativní odvětví jako média, reklama, móda, design a architektura zaměstnávají stále více obyvatel a New York v těchto oborech získává v porovnání s dalšími městy výraznou kompetitivní výhodu. Působí zde tři z největších deníku země –New York Times, Wall Street Journal a Daily News. Vzestupnou tendenci zaznamenávají také hi-tech obory jako biomechanika, softwarové inženýrství, herní design a internetové služby, což ještě zvýrazňuje fakt, že v okolí města končí podmořské optické kabely.
Dnes připadá 85 % pracovních míst na sektor služeb, především se jedná o maloobchod, finančnictví, oblast nemovitostí, zdravotnictví a školství. Velký význam má také cestovní ruch, v němž pracuje asi milion obyvatel. New York roku 2017 navštívilo asi 63 milionů turistů především z Velké Británie, Kanady, Číny a Brazílie. Velké množství obyvatel je také zaměstnáno v průmyslu, ale jejich počet postupně klesá. Mezi nejvýznamnější produkty vyráběné v New Yorku patří oděvy, chemikálie, kovové výroby, potraviny, nebo nábytek. Nejstabilnějším sektorem je potravinářství. Ve výrobě potravin je zaměstnáno více než 19000 obyvatel, mnohdy imigrantů s malou znalostí angličtiny a roční obrat dosahuje 5 miliard USD. Specifickým newyorským exportním artiklem je čokoláda, jejíž export dosahuje ročně hodnoty asi 234 milionů USD.

## Doprava

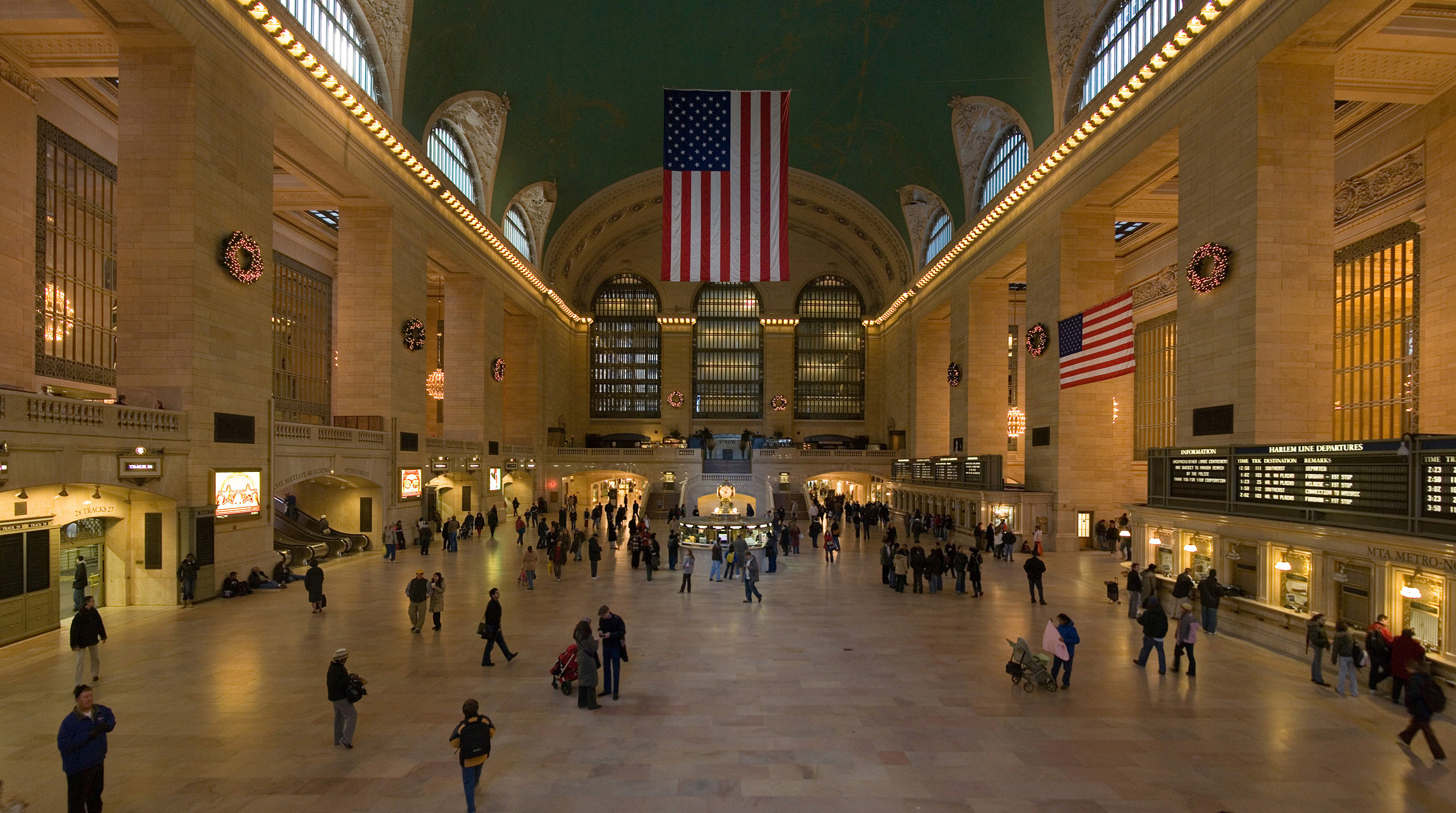
Železniční stanice Grand Central Terminal

Hromadná doprava je v New Yorku velmi důležitá. Přibližně jedna třetina amerických uživatelů hromadné dopravy a třetina uživatelů železnice žijí v New Yorku a okolních předměstích. Ve zbytku země naopak pro dojíždění do práce používá 90 % obyvatel automobily. New York je jediným městem Spojených států, kde většina domácností nevlastní automobil. Na Manhattanu jej nevlastní 75 % obyvatel, zatímco celostátní průměr je jen 8 %. Průměrný obyvatel New Yorku stráví dojížděním do práce jeden týden v roce, tedy 38,4 minuty denně, což je nejvíce z velkých amerických měst.

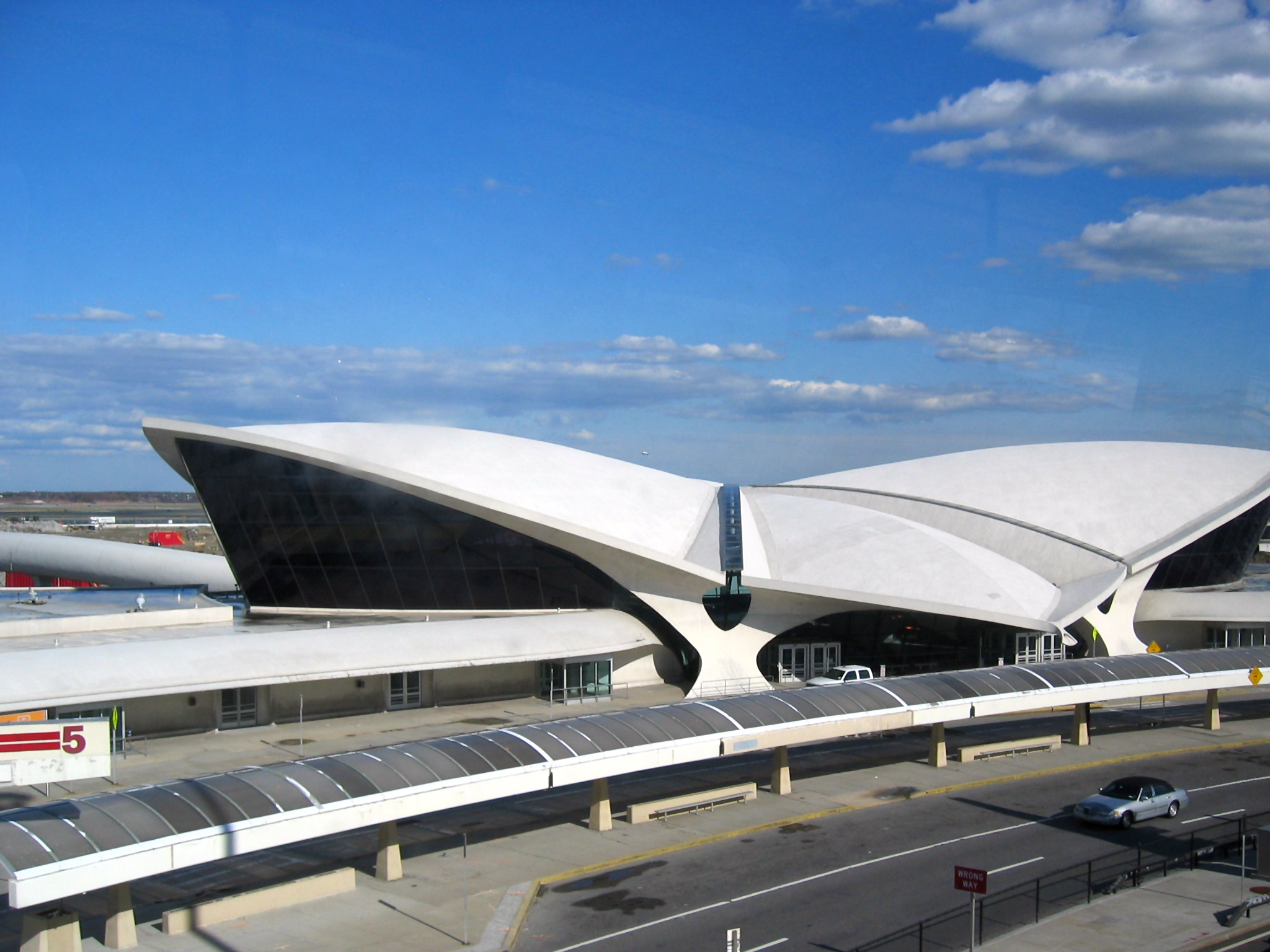
TWA Flight Center Building na letišti John F. Kennedy International

Newyorské metro (oficiálně New York City Subway, běžně nazývané pouze subway), je největším systémem metra na světě co do počtu stanic, kterých je 468. Spojuje všechny městské části s výjimkou ostrova Staten Island.Ročně metro přepraví 1,5 miliardy cestujících, což je třetí největší počet na světě. Newyorské metro je unikátní tím, že většina linek je v provozu 24 hodin denně, což kontrastuje s londýnským, pařížským či tokijským metrem, které jsou v noci uzavřeny.
Verrazano-Narrows Bridge je nejdelší visutý most ve Spojených státech, Hollandův tunel byl prvním mechanicky odvětrávaným tunelem určeným pro automobily na světě. Ve městě je provozováno asi 12 000 charakteristických žlutých taxíků, Roosevelt Island je s Manhattanem spojen lanovkou a Manhattan je s dalšími místy uvnitř i mimo hranice města spojen trajekty.

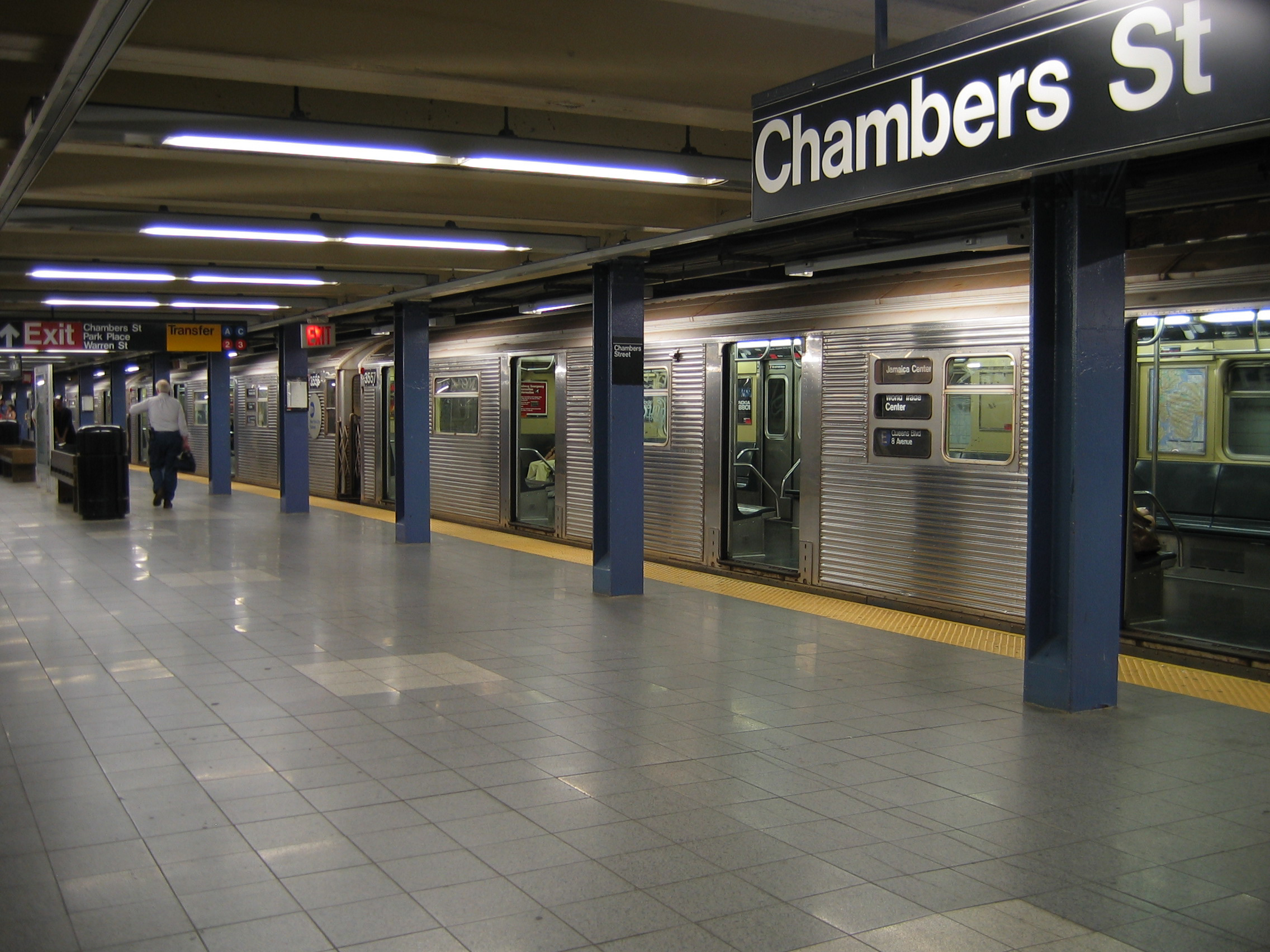
Newyorské metro má nejvíce stanic na světě a ročně přepraví 1,5 miliardy cestujících

New York má největší flotilu autobusů ve Spojených státech. Železniční síť spojující předměstské oblasti ve státech New York, New Jersey a Connecticut má více než 250 stanic a 20 linek. V New Yorku se nachází dvě nejrušnější železniční stanice Spojených států, Grand Central Terminal a Pennsylvania Station.
Do New Yorku směřuje nejvíce pasažérů mezinárodních leteckých linek v rámci Spojených států. V oblasti fungují tři velká letiště, John F. Kennedy International, Newark Liberty International a LaGuardia a plánuje se rozšíření Stewart International Airport, poblíž Newburghu. Tato tři letiště v roce 2005 využilo asi 100 milionů cestujících a vzdušný prostor nad New Yorkem tak byl nejhustější ve Spojených státech. Přibližně čtvrtina Američanů, kteří letěli v roce 2005 do zahraničí, využila letiště JFK a Newark.
Díky masivnímu využívání hromadné dopravy, více než 120 000 cyklistům a mnoha pěším je New York energeticky nejefektivnějším velkým městem ve Spojených státech. Zatímco ve Spojených státech je pěší chůze a jízda na kole využívána jako forma dopravy v 8 % případů, v New Yorku to je 21 %.
New York má také síť dálnic, které spojují město s New Jersey, Westchester County, Long Islandem a Connecticutem. Tyto dálnice využívají k dojíždění miliony obyvatel a jsou zde tudíž běžné dopravní zácpy, především během dopravní špičky. George Washington Bridge je považován za jeden z nejvytíženějších mostů na světě.
Pro Manhattan je charakteristické dělení ulic na streets vedoucí z východu na západ a avenues vedoucí ze severu na jih. Mnoho newyorských ulic je celosvětově známo, například Fifth Avenue s luxusními obchody a obchodním domem Macy´s, Wall Street jako sídlo burzy, nebo Broadway jako sídlo muzikálových divadel.

## Partnerská města
New York má deset partnerských měst, z nichž devět je členy Sister Cities International.
- Alžír, Alžírsko
- Budapešť, Maďarsko (1992)
- Jeruzalém, Izrael (1993)
- Johannesburg, Jihoafrická republika (2003)
- Káhira, Egypt (1982)
- Londýn, Spojené království (2001)
- Madrid, Španělsko (1982)
- Peking, Čína (1980)
- Řím, Itálie (1992)
- Santo Domingo, Dominikánská republika (1983)
- Tel Aviv, Izrael (1997)
- Tokio, Japonsko (1960)